# Imperiul Roman
Imperiul Roman (latină IMPERIVM ROMANVM) este termenul utilizat, în mod convențional, pentru a descrie statul roman post-republican caracterizat de o formă de guvernământ autocratică și de stăpânirea unui imens teritoriu în jurul Mării Mediterane cu capitala la Roma. Fiind o civilizație a Epocii Fierului, deținea teritoriile din jurul Mării Mediterane în Europa, Africa de Nord și vestul Asiei. După reformele constituționale ale lui Augustus din secolul I î.Hr. până la anarhia militară din secolul al III-lea d.Hr., imperiul a fost un principat condus din Roma (27 î.Hr.-285 d.Hr.). Imperiul Roman a fost mai târziu divizat în Imperiul Roman de Apus, cu capitala la Roma și apoi la Ravenna, și Imperiul Roman de Răsărit, cu capitala la Constantinopol.
A fost precedat de Republica Romană care, la rândul ei, a înlocuit monarhia de la Roma în secolul al VI-lea î.Hr., guvernată de doi consuli cu puteri executive și cu mandate limitate la un an și condusă de o adunare legislativă numită Senat. Republica era însă totodată un imperiu, deținând teritorii cucerite. Fiind destabilizată de o serie de războaie civile și conflicte politice dintre generali ambițioși, în secolul I î.Hr. generalul Iulius Cezar a fost numit dictator pe viață, dar a fost asasinat în anul 44 î.Hr. în urma unui complot al senatorilor. Au reizbucnit astfel războaiele civile care s-au încheiat cu victoria lui Octavianus Augustus, nepotul și fiul adoptiv al lui Cezar, care l-a învins pe generalul Marcus Antonius în Bătălia de la Actium din anul 31 î.Hr. După anexarea Egiptului Ptolemaic a luat sfârșit oficial epoca elenistică marcată cu cuceririle lui Alexandru cel Mare în Orient. Octavianus și-a asigurat controlul total asupra imperiului, iar Senatul Roman i-a garantat puteri executive nelimitate, titlul de Imperator (comandant suprem al armatei) și titlul de Augustus, devenind astfel primul împărat al Imperiului Roman. 
În primele două secole imperiul a cunoscut o perioadă de stabilitate și prosperitate fără precedent, cunoscută în istorie ca Pax Romana („Pacea romană”). Maximul teritorial a fost atins în timpul domniei împăratului Traian. A urmat apoi o perioadă instabilă și astfel, declinul imperiului a început sub domnia împăratului Commodus. În secolul al III-lea, imperiul a traversat o perioadă de criză ce i-a amenințat existența și integritatea teritorială, dar a fost reunificat de împăratul Aurelian. În efortul de a stabiliza imperiul, Dioclețian a împărțit imperiul între două curți imperiale diferite în estul grecesc și vestul latin. Creștinismul a luat amploare în secolul al IV-lea, devenind religia oficială a imperiului în urma Edictului de la Milano din 313 sub domnia lui Constantin cel Mare și a celui de la Tesalonica din 380. După moartea împăratului Teodosiu I din 395, imperiul a fost împărțit definitiv între fii săi Arcadius și Honorius, în Imperiul Roman de Apus și Imperiul Roman de Răsărit. Perioada Migrațiilor, ce a presupus invazii masive ale populațiilor germanice și hunice a dus la declinul final al Imperiului Roman de Apus. Odată cu cucerirea Ravennei de către ostrogoți și înlăturarea ultimului împărat roman, Romulus Augustulus în 476, Odoacru s-a proclamat drept rege al Italiei și astfel Imperiul Roman de Apus a colapsat și a fost desființat oficial de împăratul Zenon în 480. Imperiul Roman de Răsărit a continuat să existe ca Imperiul Bizantin, cu capitala la Constantinopol, până la cucerirea otomană din 1453. 
Imperiul Roman a lăsat în urma sa o moștenire grandioasă privind instituțiile, cultura, limbile, religia, arta, arhitectura, filosofia, dreptul și știința. Ulterior, moștenirea romană a influențat debutul Renașterii, arhitectura neoclasică, codurile legislative moderne și formarea republicilor moderne precum Franța și Statele Unite ale Americii. Limba latină răspândită în teritoriile cucerite de romani, precum și creștinarea, a dus la apariția regatelor medievale și a statelor moderne de azi precum Franța, Spania, Italia, Portugalia și România. Adoptarea creștinismului a condus la formarea bisericii creștine care a dominat Europa pe durata Evului Mediu.

## Geografia și demografia Imperiului Roman

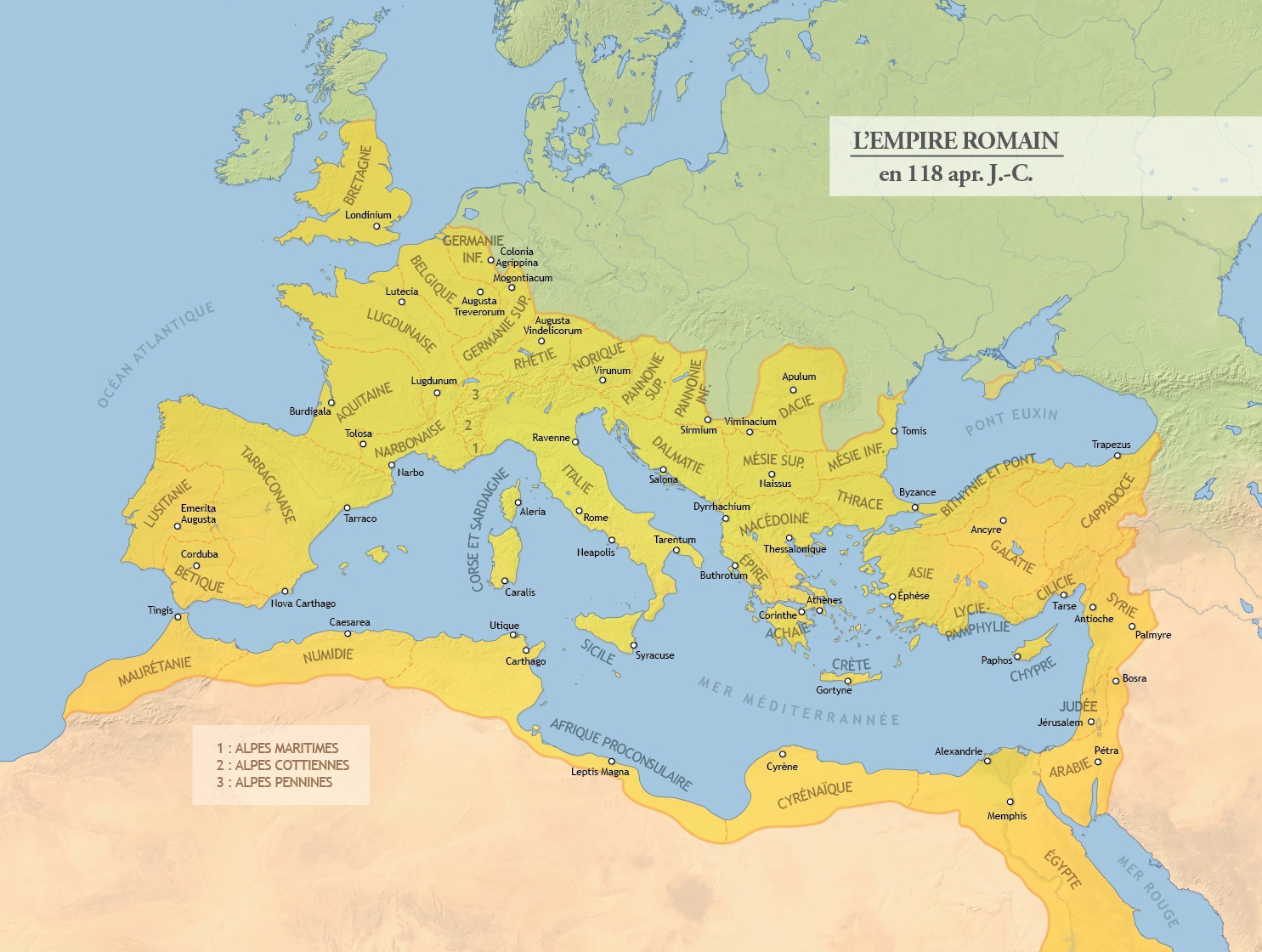
Imperiul Roman în 118

Imperiul Roman se situează pe locul 25 în topul celor mai mari imperii, având 5 milioane de kilometri pătrați în anul 117 sub domnia împăratului Traian, cuprinzând 3,36% din suprafața terestră. Acesta stăpânea teritorii în Europa, Africa de Nord și Asia de Vest. Fraza latină "imperium sine fine" (imperiul fără de sfârșit) exprimă ideologia că nu există limite în timp și spațiu pentru imperiul roman. În poemul lui Virgiliu - Eneida, poporul roman era predestinat de către zeul Jupiter să stăpânească omenirea. Această afirmație a stăpânirii universale a fost reînnoită și perpetuată atunci când Imperiul a intrat sub guvernarea creștină în secolul al IV-lea. Pe lângă anexarea unor mari regiuni în cursul creșterii imperiului, romanii erau de asemenea sculptori foarte pricepuți ai mediului, modificând direct geografia. De exemplu, păduri întregi au fost tăiate pentru a furniza suficiente resurse de lemn pentru un imperiu în expansiune. Expansiunea romană a fost inițiată din timpul Republicii Romane în Spania, Grecia, Tunisia, Egipt, Turcia și Franța de azi, cucerite până în secolul 1 e.n. Sub domnia împăratului Augustus, o hartă a lumii cunoscute a fost afișată publicului în Roma, cu toate regiunile cartografiate de geografii, recenzorii și cartografii vremii precum Strabon. După moartea lui Augustus, realizările sale au fost consemnate în Res Gestae. 
S-a estimat că populația număra 70-100 de milioane de locuitori, cu densitate 11.2 pe kilometru pătrat în anul 164, adică un sfert din populația totală a planetei de atunci. Speranța de viață a populației pe perioada imperiului roman era de 25 de ani. A fost entitatea politică unificată cu cea mai mare populație din istoria Europei. Cele mai mari orașe ale imperiului au fost Roma, Alexandria, Smyrna, Efes, Cadiz, Nova Cartagina, Corint și Antiohia. Orașe de asemenea dimensiuni nu vor mai fi construite în Europa până în secolul al XVII-lea. Imperiul se întindea de la nord de Zidul lui Hadrian din nordul Angliei până pe malurile fluviului Eufrat din Siria, de pe malurile râurilor Rin-Dunăre până pe coasta Africii de Nord și oazele Nilului egiptean, imperiul încercuind Marea Mediterană, denumită „Mare Nostrum” (în română, „Marea noastră”). 
Frontierele erau patrulate de legiuni și fortificate în punctele vulnerabile.

## Limba imperială

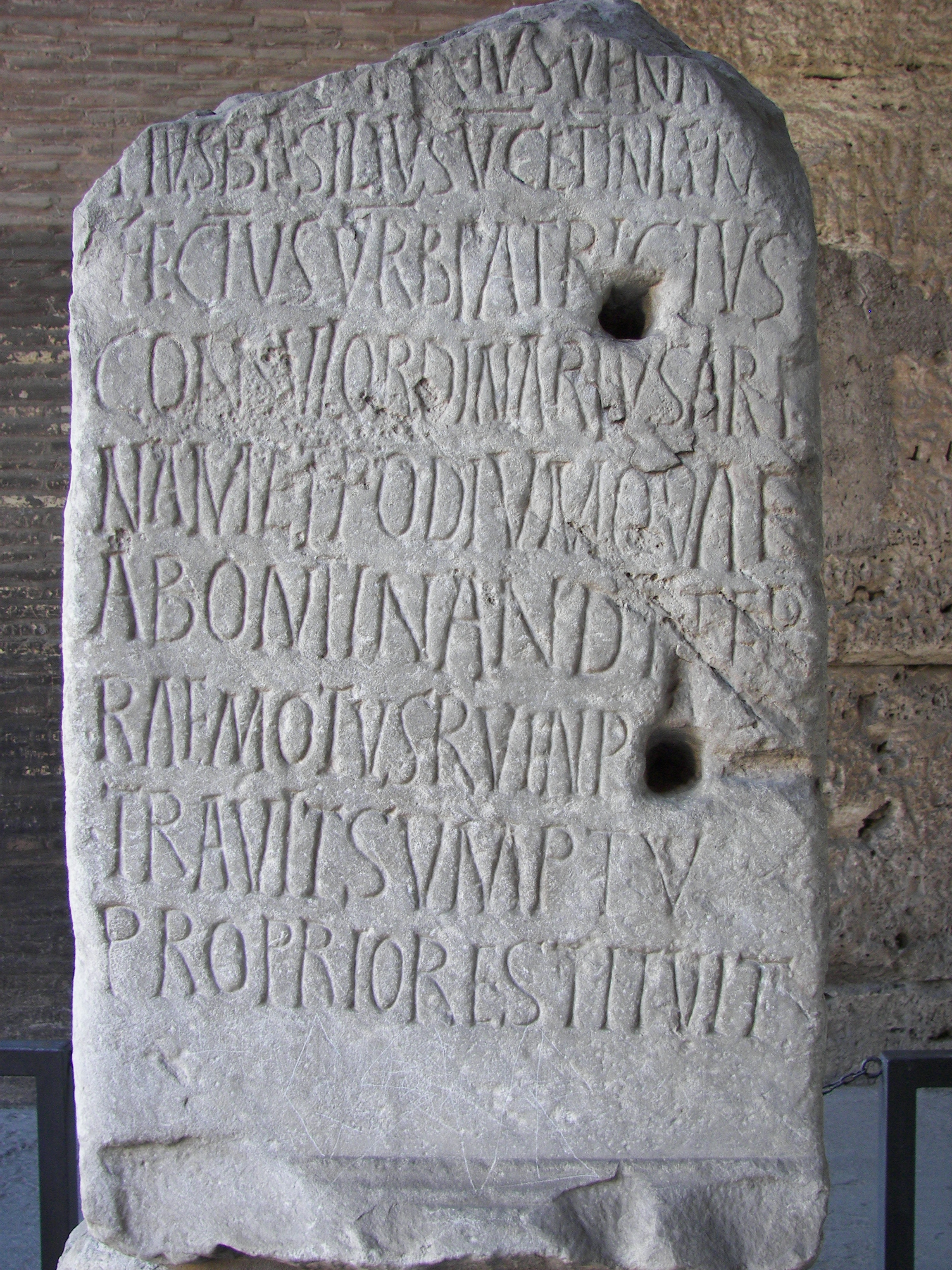
Inscripție latină din Colosseum

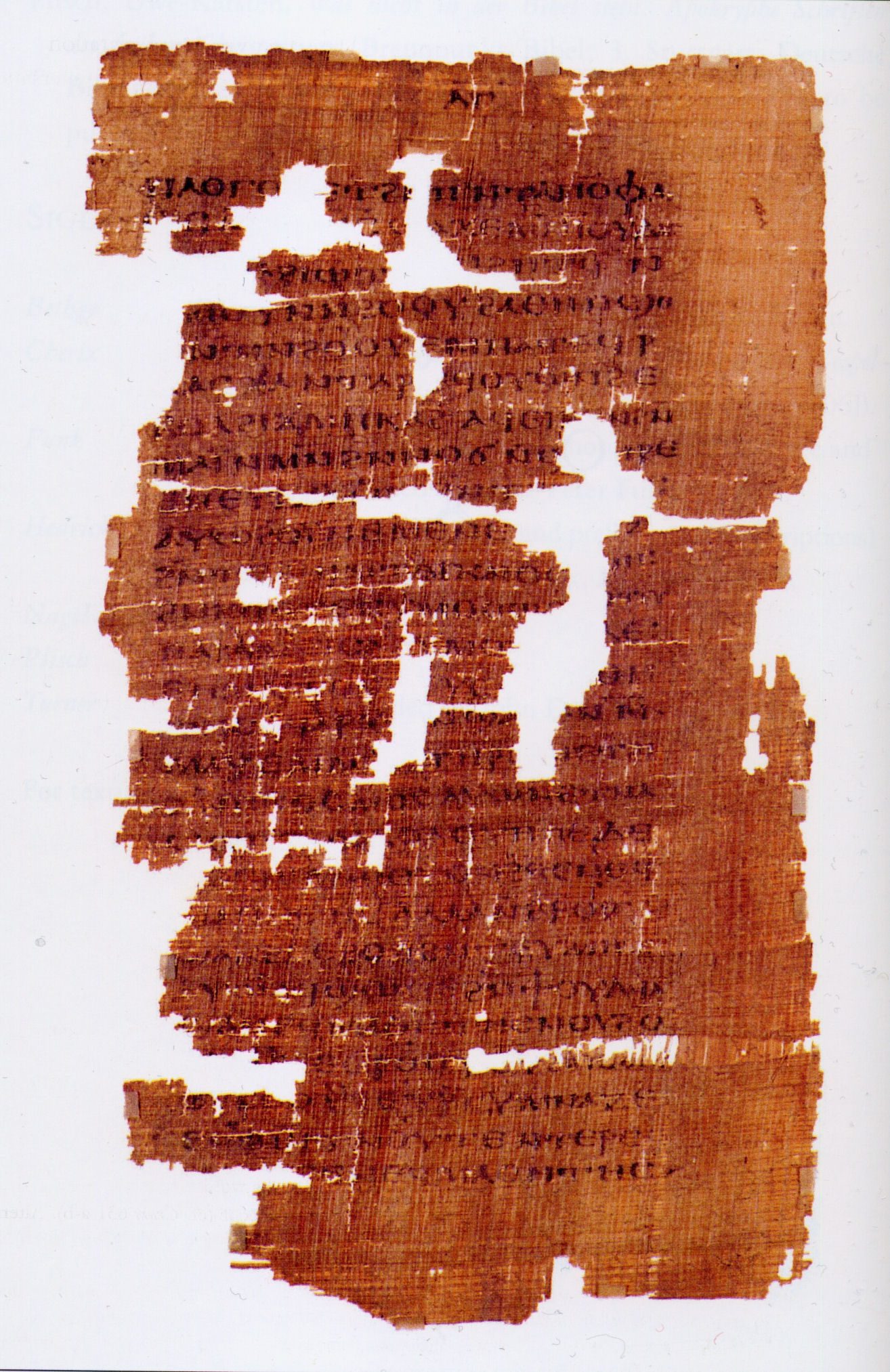
Pagină in limba coptă din Evanghelia gnostică a lui Iuda

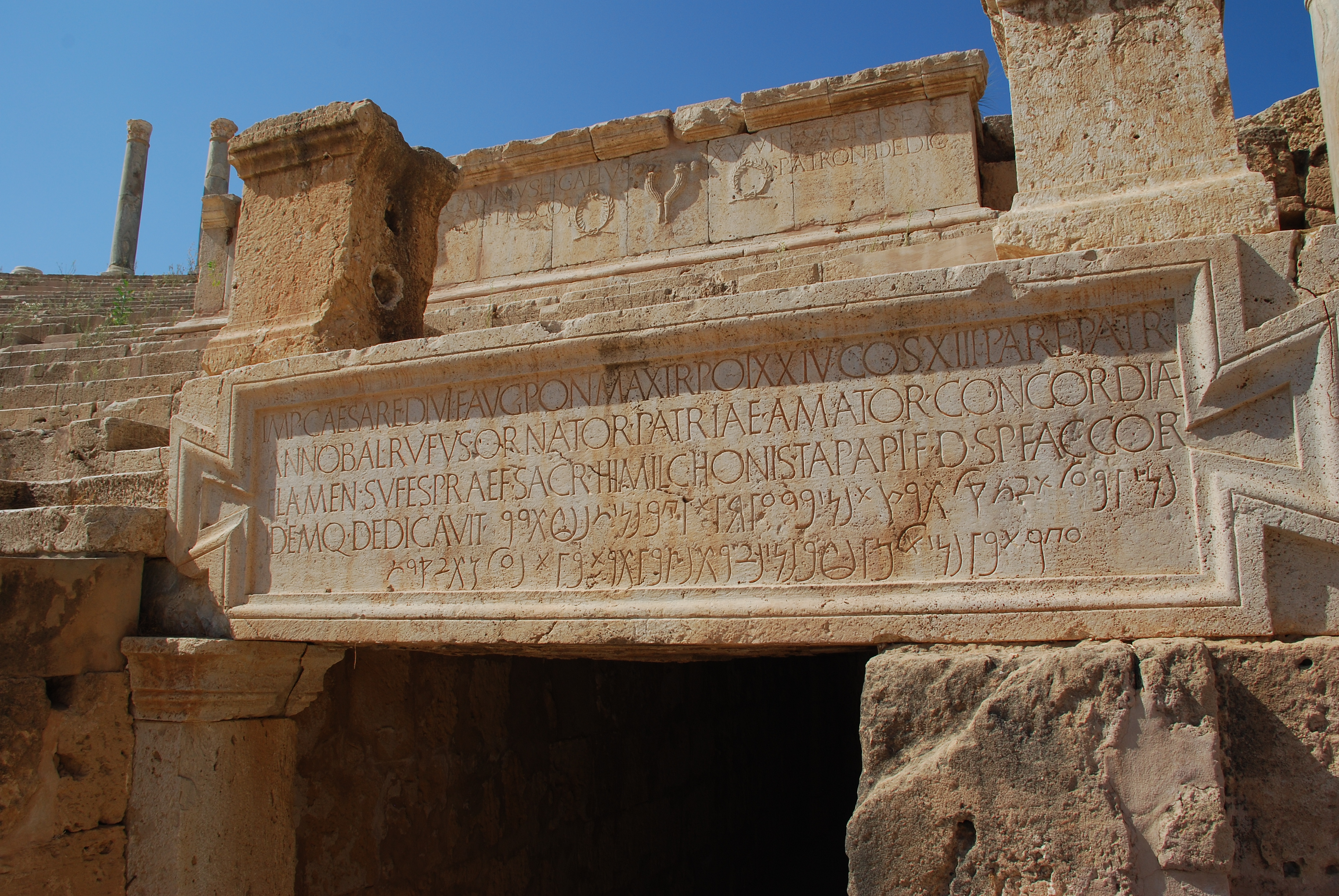
Inscripție punico-latină de la Teatrul din Leptis Magna din Libia

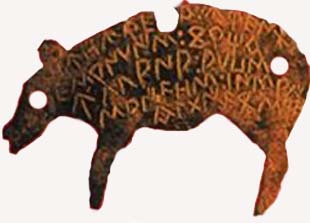
Fibulă cu inscripții în limba celtică.

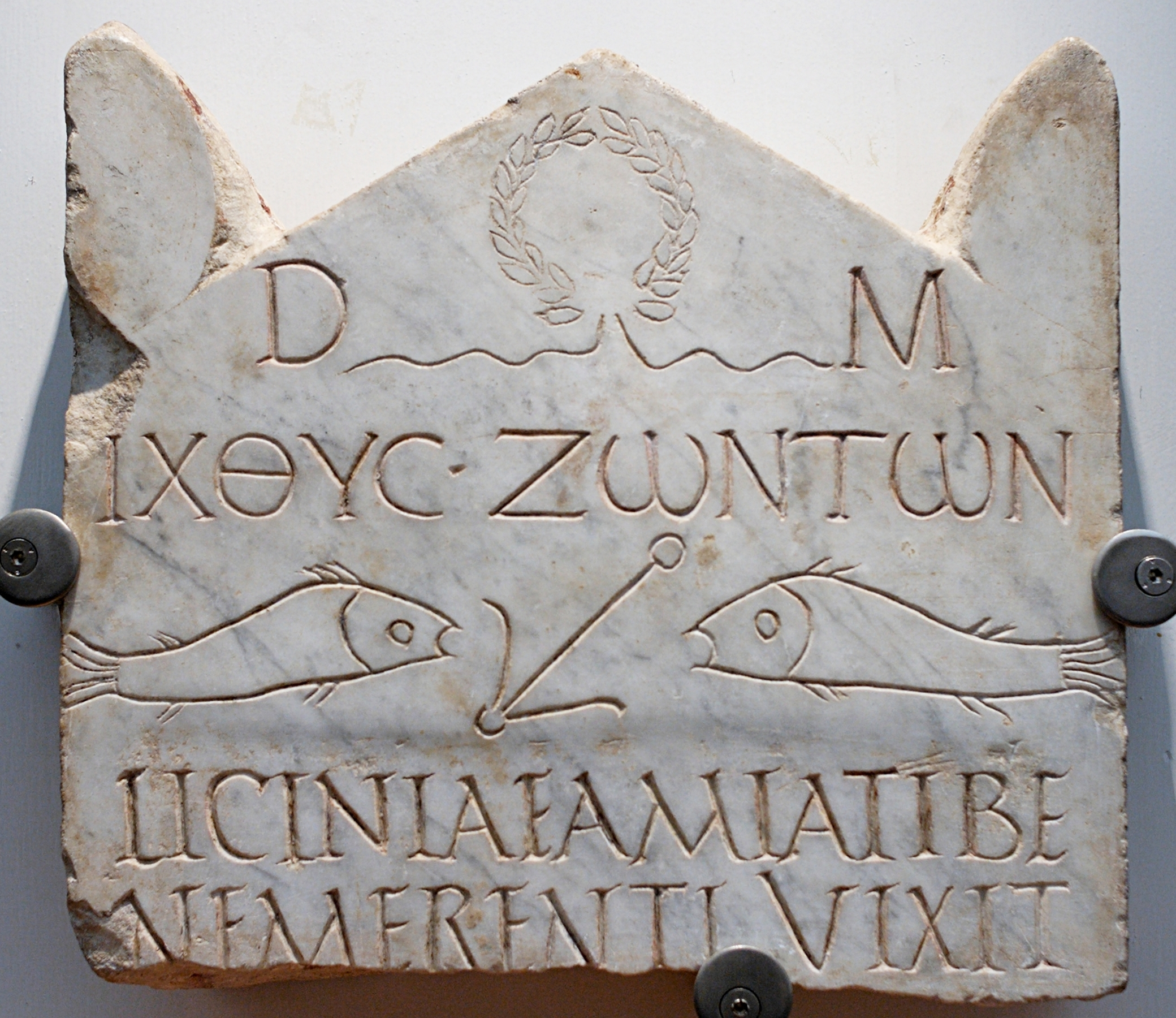
Stelă funerară creștină timpurie cu inscripții in limba greacă

Limba oficială a imperiului era limba latină. Toți cetățenii romani erau obligați să aibă certificatele scrise în limba latină. Latina a fost limba curților de justiție. Totuși, vorbitorii de limbă latină coexistau în pace cu vorbitorii de greacă din estul Mediteranei și Asia Mică.  
Romanii care primeau o educație studiau greaca în calitate de limba literară și mulți membri ai claselelor de elită vorbeau greacă. Împărații iulio-claudieni încurajau standarde înalte privind vorbirea corectă a limbii latine în afaceri și administrație. Claudius a încercat să limiteze folosirea limbii grecești, revocând cetățenia celor care nu vorbeau latină, dar Senatul și-a menținut caracterul bilingv având ambasadori vorbitori de greacă. 
În partea estică a imperiului, legile și documentele oficiale erau traduse din greacă în latină. După anul 212, toți locuitorii imperiului au devenit cetățeni ai imperiului, chiar dacă nu cunoșteau limba latină.
După reformele lui Dioclețian, latină a continuat să fie limba conducerii. 
Alte limbi locale vorbite în imperiu au fost limba coptă, vorbită în Egipt, apoi cea punică în Africa, cea galică în Franța de azi și aramaică vorbită în Orient. Legile și jurămintele romane erau traduse din latină în limbile locale pentru ca tuturor locuitorilor imperiului să le fie aduse la cunoștință voința autorității imperiale și militare. 
Limba latină a influențat apariția limbilor romanice precum spaniolă, franceză, portugheză, italiană și română. În prezent, peste 900 de milioane de oameni sunt vorbitori de limbi romanice.
- Prima limba romanică vorbită la nivel mondial este cea spaniolă, vorbită în țări precum Spania, Mexic, Venezuela, Argentina, Bolivia, Columbia, Chile, precum și în Statele Unite ale Americii, predominant în Texas și California.
- Este urmată de limba franceză, vorbită în Franța, Canada, Belgia, Elveția, Congo, Madagascar, Cameroon, Côte d'Ivoire, Niger, Chad, Rwanda, Haiti etc.
- Limba portugheză este vorbită în Portugalia, Brazilia, Angola, Mozambic.
- Limba italiană este vorbită în Italia și Elveția.
- Limba română este vorbită în România și Moldova.

Fiind limba internațională a educației și literaturii, latina a continuat ca limbă a diplomației, științei și culturii în Evul Mediu, în cursul Renașterii și până în secolul al XVII-lea. Continuă să fie folosită ca limba ritualică în Vatican și lăcașele de cult ce aparțin Bisericii Romano-Catolice din Antichitate până în prezent. Ca si greaca, a fost principala limbă prin care s-a răspândit creștinismul. Evangheliile Noului Testament au fost scrise in limba greacă.  
Limba greacă a rămas după declinul Imperiului Roman drept limba oficială a Imperiului Bizantin.

## Istoria Imperiului Roman

### Dinastia Iulio-Claudiana (27 î.Hr.-68 d.Hr.)

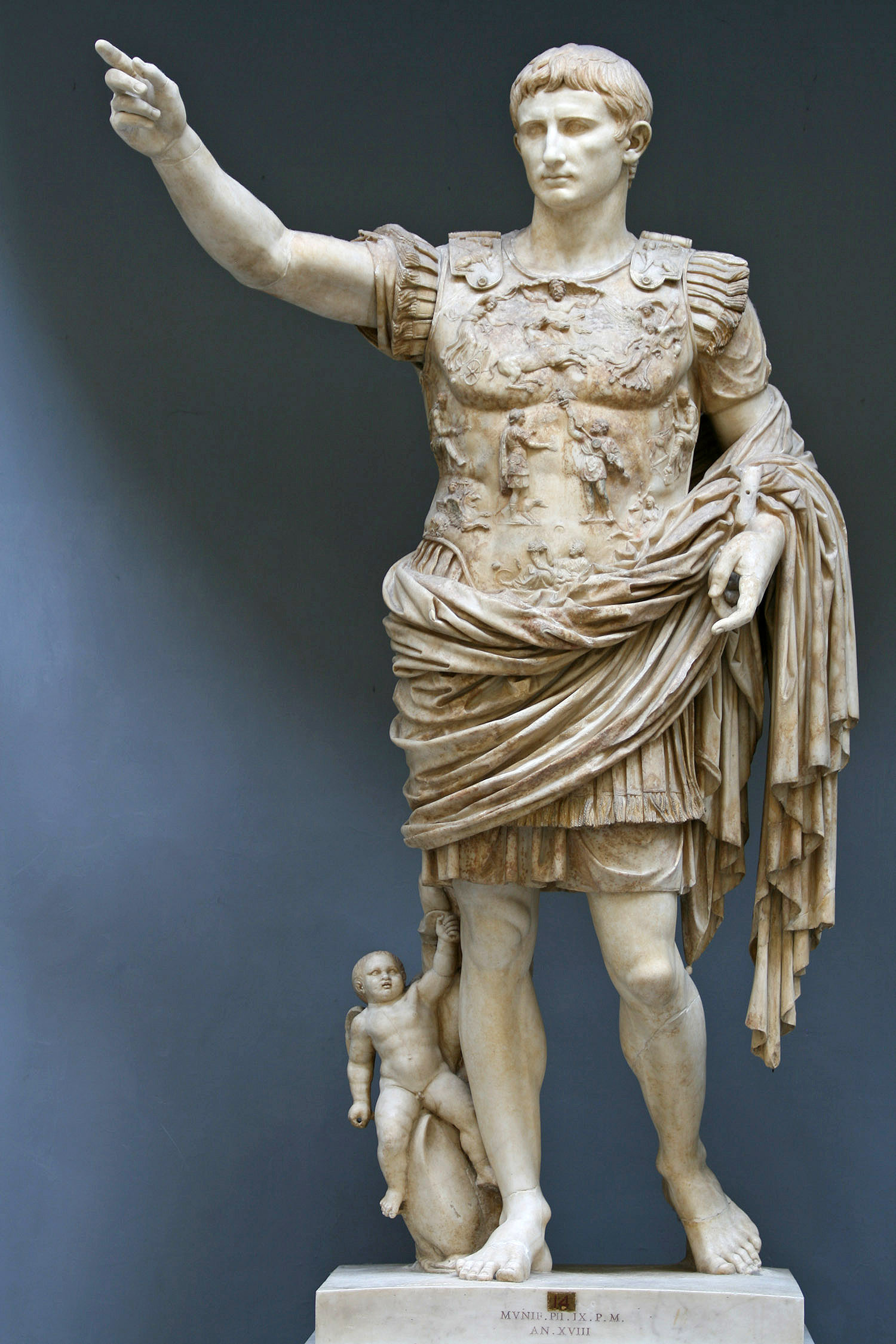
Statuia de marmură a lui Augustus de Prima Porta, secolul I, descoperită în 1863

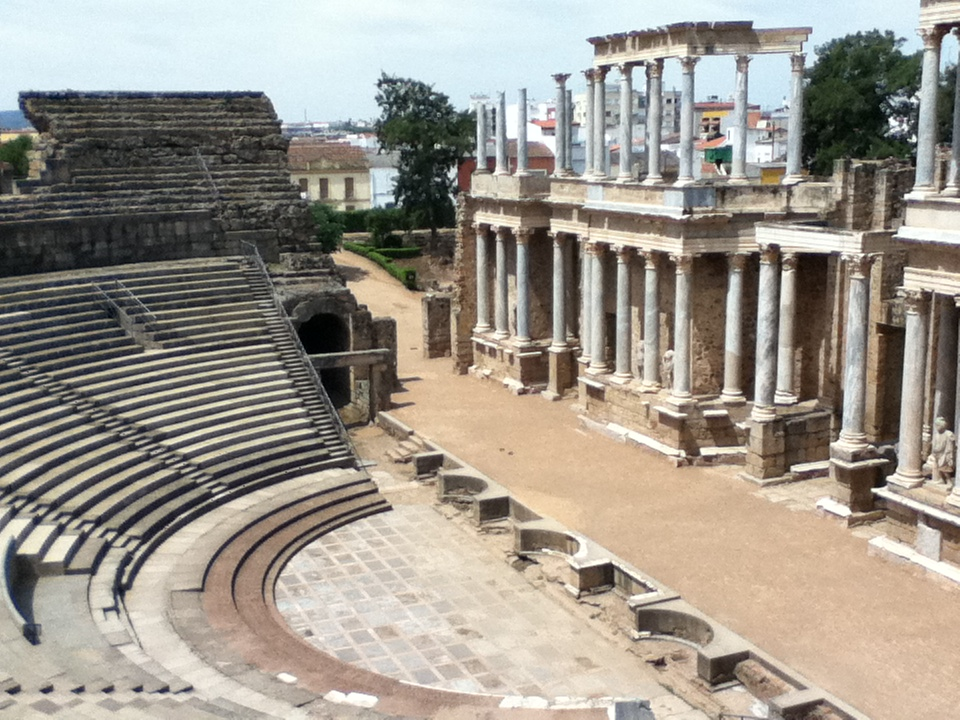
Amfiteatrul din Merida, Spania, construit de Vipsanius Agrippa în anul 15 î.Hr.

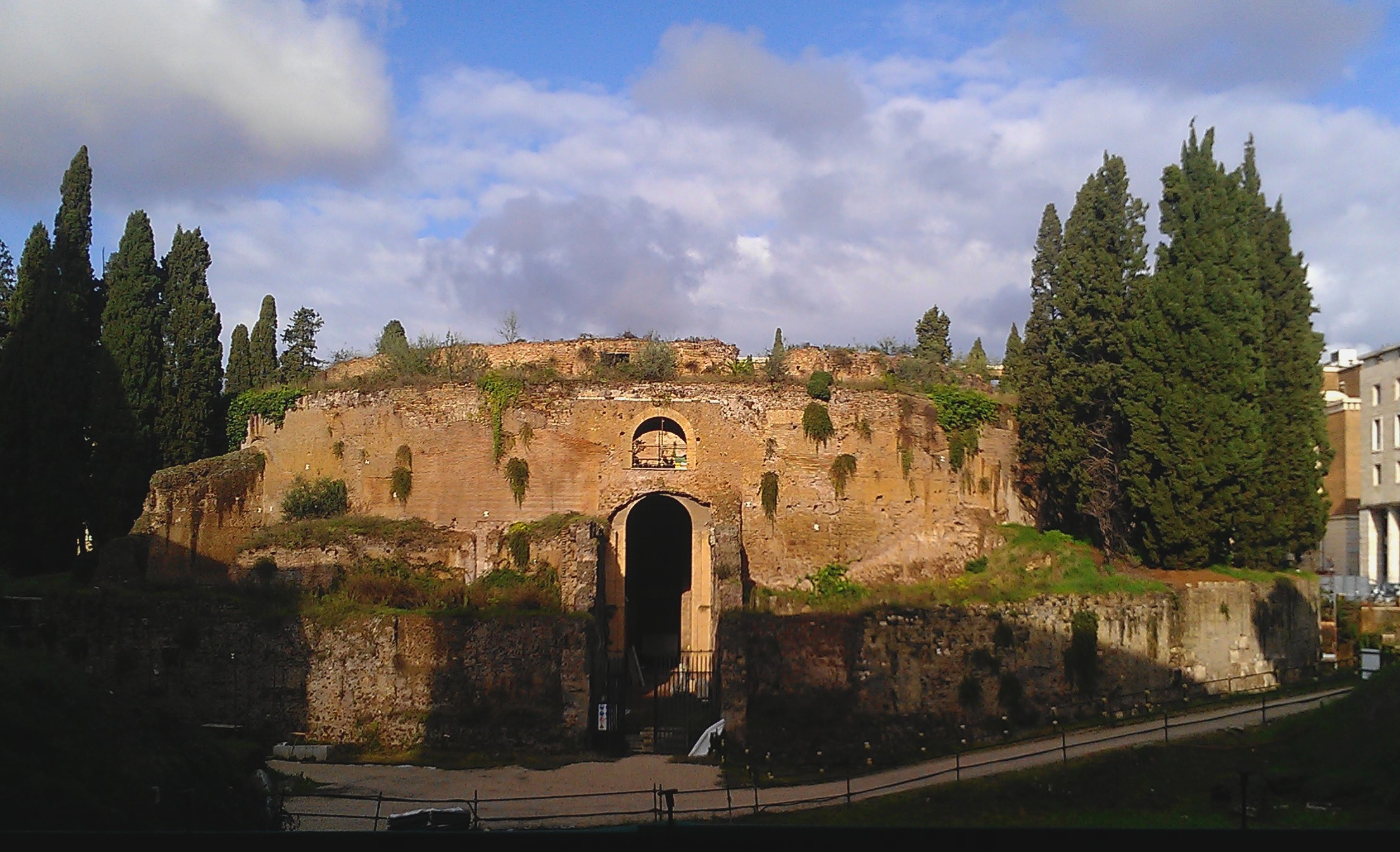
Mausoleul lui Augustus, Roma, construit în anul 28 î.e.n.

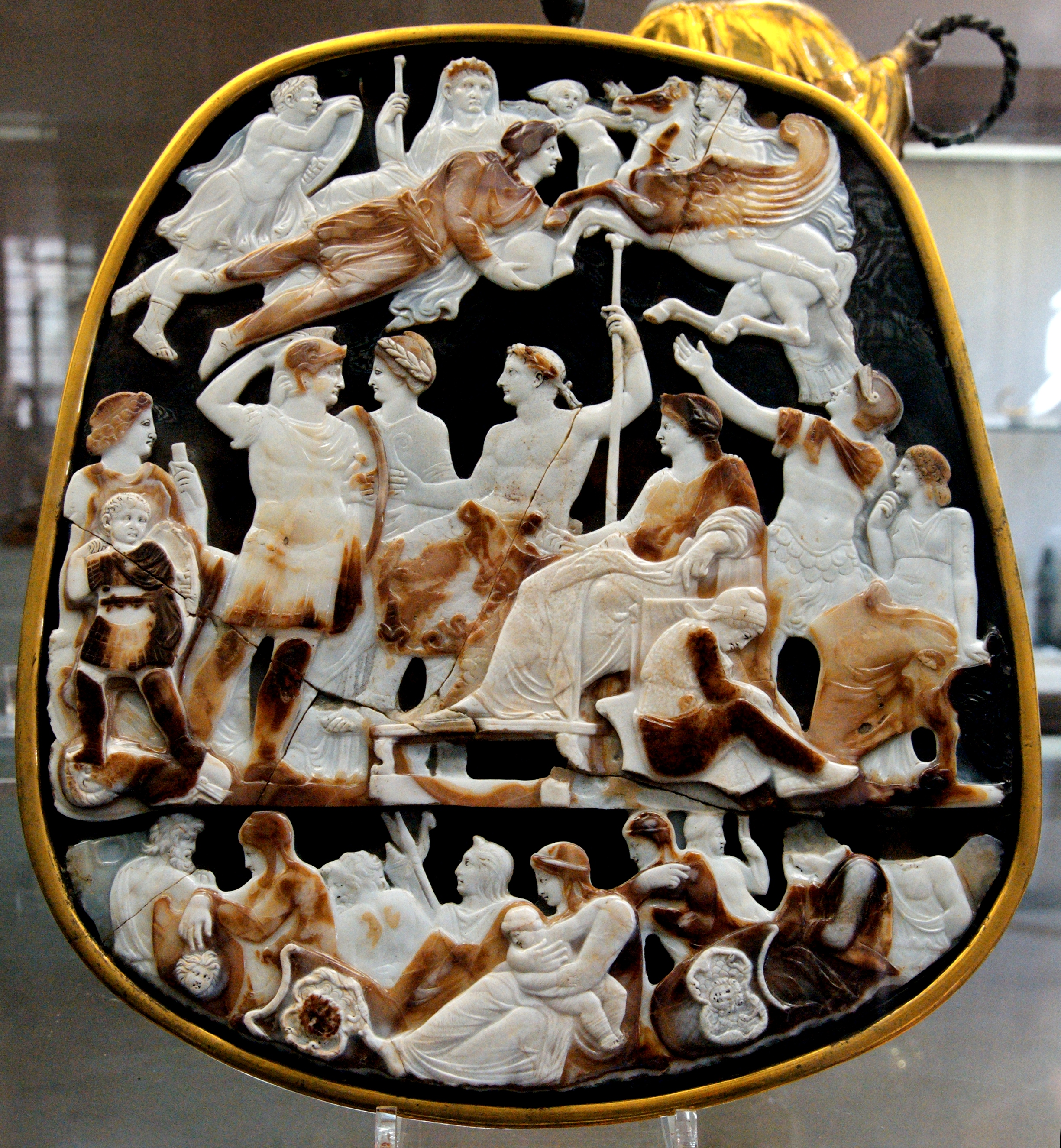
Familia lui Augustus - piesă din onix din anul 23, achiziționată de Ludovic al IX-lea al Franței la Constantinopol în 1247 și depozitata la Sainte-Chapelle.

Octavian, ca nepot și fiu adoptiv al lui Iulius Cezar, a devenit figura centrală militară pe perioada haosului de după asasinarea lui Cezar în urma unui complot senatorial. În 43 î.Hr., la vârsta de 20 de ani, a devenit unul dintre membrii celui de-al doilea Triumvirat, o alianță politică cu Marcus Antonius și Marcus Lepidus. Octavian și Antonius i-au învins și nimicit pe Brutus și Cassius, asasinii lui Cezar, în anul 42 î.Hr. în bătălia de la Filippi. Au izbucnit tensiuni între cei doi învingători și astfel, după destrămarea triumviratului în anul 32 î.Hr., Lepidus a fost exilat, iar Antonius s-a aliat și s-a căsătorit cu amanta sa, regina Cleopatra, trădând înțelegerea cu Octavian și mariajul cu sora sa. A început un nou război civil în care Octavian a obținut victoria la Actium în anul 31 î.Hr., distrugând flota lui Antonius. Antonius și Cleopatra s-au sinucis, iar Octavian a anexat Egiptul. 
Ca unic împărat al Romei, Octavian a inițiat reforme la scară largă în domeniul militar, fiscal și politic. Senatul i-a acordat puteri nelimitate și titlul de "Augustus". Octavian a respins titlul de rege și monarhia și a adoptat titlul de "princeps", de prim cetățean al imperiului, instaurând un regim de guvernare aparent constituțional numit Principatul. Octavian Augustus a preluat și numele de "Cezar", acesta devenind un titlu imperial, si cel de Pontifex Maximus, marele preot al colegiului pontifilor, și titlul de faraon al Egiptului. Acesta și-a luat de soție pe Livia Drusilla ce i-a fost principalul consilier. Augustus și-a consolidat puterile constituționale într-o serie de funcții republicane. A renunțat la consulat din 23 î.Hr., dar și-a menținut atribuția militară consulară de "imperium", ceea ce a dus la cea de-a doua înțelegere dintre împărat și senat. Augustus a primit și autoritatea de tribun, ceea ce-i permitea să convoace senatul și adunarea poporului și să prezideze asupra alegerilor, să voteze acțiunile adunării sau senatului, să fie primul care să țină un discurs la fiecare întrunire. A căpătat și autoritatea de censor, prin care putea să supravegheze caracterul moral al societății și să emită legi în interesul publicului, precum și să țină un recensământ și să determine statutul de membru al Senatului. Augustus dispunea de puteri militare nelimitate, toate forțele militare din capitală, anterior aflate sub controlul prefecților, acum fiind sub controlul și autoritatea sa. Augustus a primit și titlul de imperium proconsulare maius, proconsulul suprem, având dreptul de a interfera în fiecare provincie și să dea ordine guvernatorilor. Putea să organizeze și o paradă triumfală fiecărui general victorios. Senatul a reclasificat provinciile de la frontiera imperială că provincii imperiale, fiind aflate sub controlul lui Augustus. Provinciile pașnice au fost reclasificate drept provincii senatoriale, guvernate de membrii senatului, aleși anual de un guvern central. Taxele din provinciile imperiale se duceau la fiscus, fonduri administrate de persoane alese și agreate de Augustus. Veniturile din provinciile senatoriale erau trimise către aerarium, trezoreria de stat, sub supravegherea Senatului. Legiunile romane au fost reorganizate și reduse de la 50 la 28. Unele legiuni au fost desființate din cauza loialității îndoielnice, altele au fost unificate și numite drept Gemina (gemene). Augustus a creat nouă cohorte speciale pentru a menține pacea în Italia și cu gărzile pretoriene amplasate în Roma Augustus controla fiscus-ul pentru a asigura loialitatea și plata legiunilor. 
Augustus a încheiat cucerirea Hispaniei, iar generalii săi au extins posesiunile romane în Africa și Asia Mică. A încercat să extindă imperiul spre nordul și centrul Europei. Fiul sau vitreg, Tiberius, a cucerit Pannonia, Dalmația, Raetia și Germania pentru timp scurt. În tentativă de a securiza frontierele imperiului precum Dunărea și Elba, Augustus a ordonat invadarea regiunilor Illyria, Moesia și Pannonia de la sud de Dunăre, precum și Germania, la vest de Elba.Trei legiuni romane comandate de generalul Publius Quinctilius Varus au fost nimicite într-o ambuscadă organizată de germanici conduși de dezertorul Arminius în anul 9 în Bătălia de la Teutoburger Wald. Iar triburile ilirice s-au revoltat, fiind ulterior nimicite. Din prudență, Augustus a securizat teritoriile de la vest de Rin pentru a preveni incursiunile. Râurile Rin și Dunărea au devenit frontierele nordice permanente ale Imperiului Roman. Augustus i-a transferat fiului sau vitreg câteva împuterniciri și l-a recunoscut drept moștenitor oficial după moartea altor potențiali candidați precum Gaius Caesar, Lucius Caesar și Agrippa Postumus, copii fiicei sale, Iulia. În anul 13, Augustus a extins împuternicirile lui Tiberius, acesta având puteri legale echivalente cu atribuțiile împăratului, putând deveni independent de Augustus. În anul 14, Augustus a murit la vârstă de 75 de ani, probabil otrăvit de soția sa Livia, după o domnie îndelungată de 43 de ani, fiind succedat de Tiberius. Ca lider al gintei Iulia (familia Iuliană) și prin mariajul cu Livia Drusilla, din ginta Claudia, fosta soție a lui Tiberius Claudius Nero și fiica a lui Marcus Livius Drusus Claudianus, s-a creat Dinastia și familia Iulio-Claudiană. 

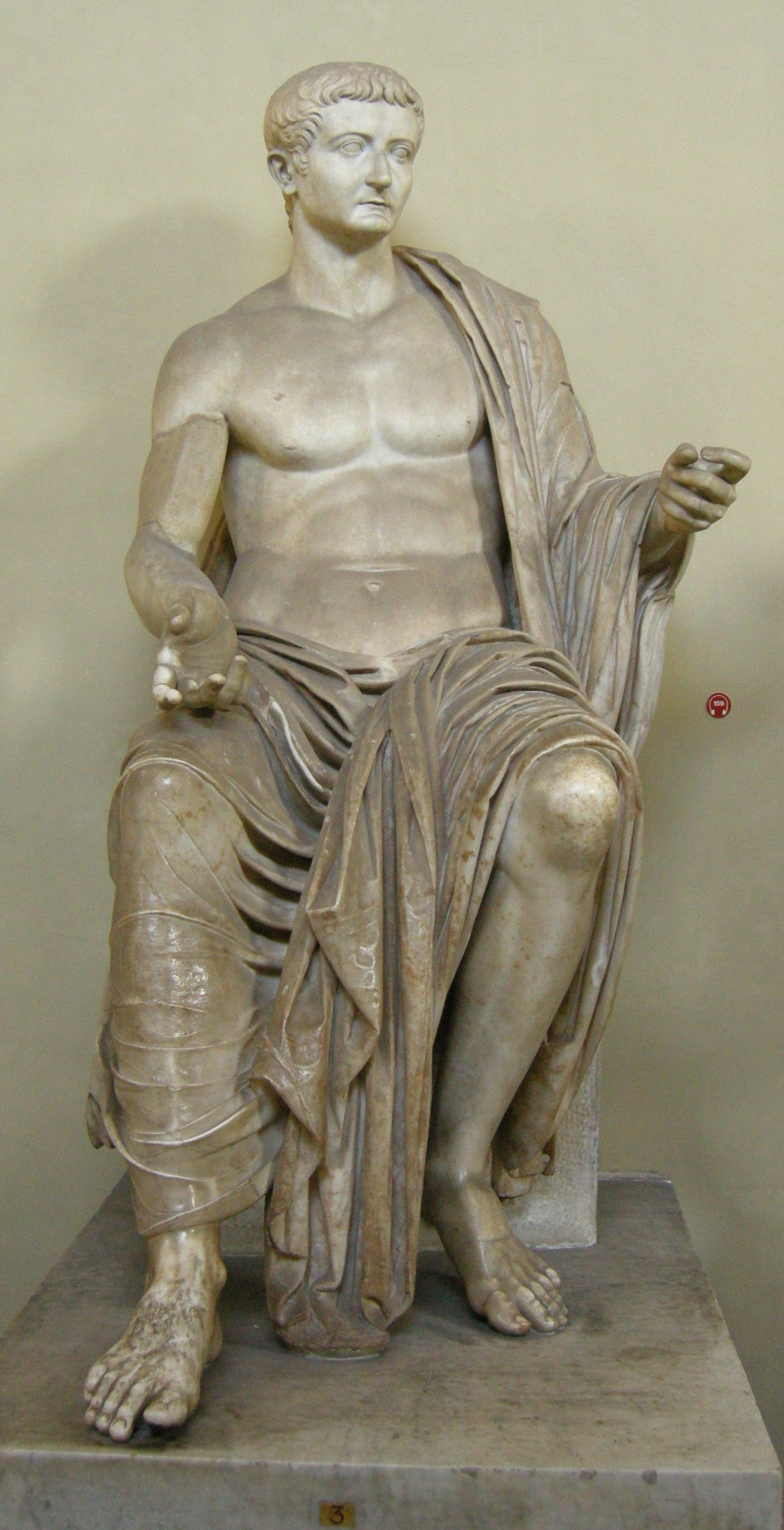
Statuia lui Tiberius, Museo Chiaramonti

Tiberius, ca nou împărat, a avut o domnie pașnică, securizandu-și puterea totală și deținând controlul asupra bogățiilor Romei. Dar domnia sa a fost marcată de paranoia să. A inițiat o serie de procese și execuții pentru trădare. La un moment dat, și-a lăsat puterea în mâinile comandantului gărzilor, Lucius Aelius Sejanus. Tiberius s-a retras la vila sa din insula Capri în anul 26, lăsând administrația pe mâinile lui Sejanus, care s-a caracterizat prin persecuții și comploturi. În timp ce Tiberius trăia în dezmăț și orgii, Sejanus și-a consolidat puterea la Roma, fiind numit drept co-consul cu Tiberius în anul 31 și căsătorindu-se cu Livilla, nepoata împăratului. Când împăratul Tiberius a aflat de un complot ce ațintea înlăturarea sa de la putere, a ordonat arestarea și executarea lui, alături de asociați. Tiberius a continuat epurările politice până la moartea sa din anul 37, ucis prin sufocare de Caligula, nepotul său și succesorul oficial, care a devenit noul împărat. 

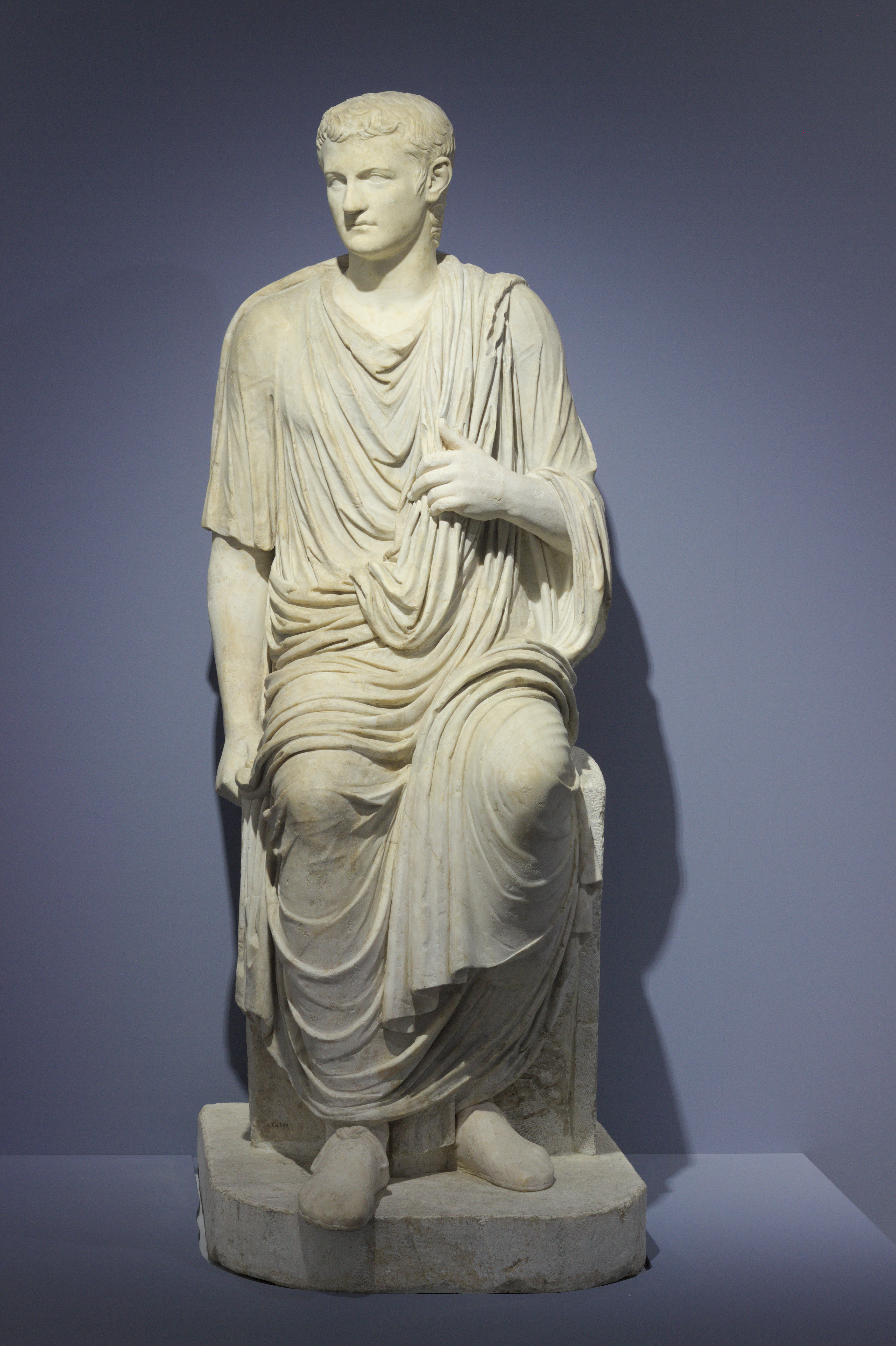
Statuia lui Caligula

Nepotul de 24 de ani, Gaius, cunoscut drept Caligula (cizmuliță), fiu al celebrului general Germanicus și al Agrippinei și strănepot al lui Augustus și Livia, și-a debutat domnia prin a încheia persecuțiile. După scurt timp s-a îmbolnăvit, suferind de instabilitate mintală, encefalită și hyperthyroidism, ceea ce l-a făcut să devină un împărat nebun. Și-a numit calul, Incitatus, drept senator. A ordonat soldaților să invadeze Britania prin a se lupta cu marea și zeul Neptun și culege scoici în nordul Galiei. A avut relații incestuoase cu surorile sale Iulia Livilla, Drusilla și Agrippina. A ordonat sculptarea unei statui cu chipul său în Templul lui Irod din Ierusalim, ceea ce a dus la revolta iudeilor. În 40 d.Hr. Caligula a început punerea în aplicare a politicilor foarte controversate, care a introdus religia în rolul său politic. Caligula a început să apară în public îmbrăcat în diverși zei și semizei, cum ar fi Hercule, Mercur, Venus și Apollo. Potrivit surselor, el a început să se refere la el însuși ca la un zeu la întâlnirile cu politicienii și era menționat ca Jupiter în documentele publice. O incintă sacră a fost pus deoparte pentru închinare lui la Milet în provincia Asia și alte două temple au fost construite de el în Roma. Dar a avut și realizări benefice. A ajutat pe cei care și-au pierdut proprietățile în incendii, a eliminat anumite taxe și a oferit premii publicului la evenimente de gimnastică. El a permis accesul unor noi membri în ordinele ecvestru și cel senatorial. A restaurat practica unor alegeri democratice. Potrivit lui Cassius Dio, o criză financiară a început în 39. Plățile politice ale lui Caligula pentru sprijin social, generozitatea și extravaganța au epuizat trezoreria statului. Istoricii antici susțin că Caligula a început să ucidă patricieni în scopul confiscării proprietăților lor. Caligula a perceput taxe pe procese, căsătorie și prostituție și licitarea gladiatorilor. Centurionii care și-au dobândit proprietatea prin război au fost obligați să predea prada către stat. Comisarii au fost acuzați de incompetență și de deturnare de fonduri și obligați să restituie banii. Potrivit lui Suetoniu, în primul an al domniei lui Caligula s-au risipit 27 milioane de sesterți pe care Caligula îi moștenise de la Tiberius. Caligula a finalizat templul lui Augustus și teatrul lui Pompei și a început un amfiteatru lângă Saepta. El a extins palatul imperial. El a început să construiască apeductele Aqua Claudia Anio și Novus. El a construit o pistă de curse - Hipodromul datorită pasiunii sale mistuitoare pentru cursele de cai și care. În 39 d.Hr. relațiile dintre Caligula și Senatul roman s-au deteriorat. Un număr de factori au agravat acest conflict. Mania lui Caligula era în mare măsură îndreptată împotriva Senatului, ai cărui membri erau arestați arbitrar, apoi supuși torturii și unei morți lente și agonizante pentru presupusă infidelitate. În anul 41, Caligula și soția sa, Caesonia, împreună cu fiica lor, Iulia Drusilla, au fost asasinați la comanda comandantului gărzilor Cassius Chaerea. Senatul a dezbătut atunci restaurarea Republicii.  

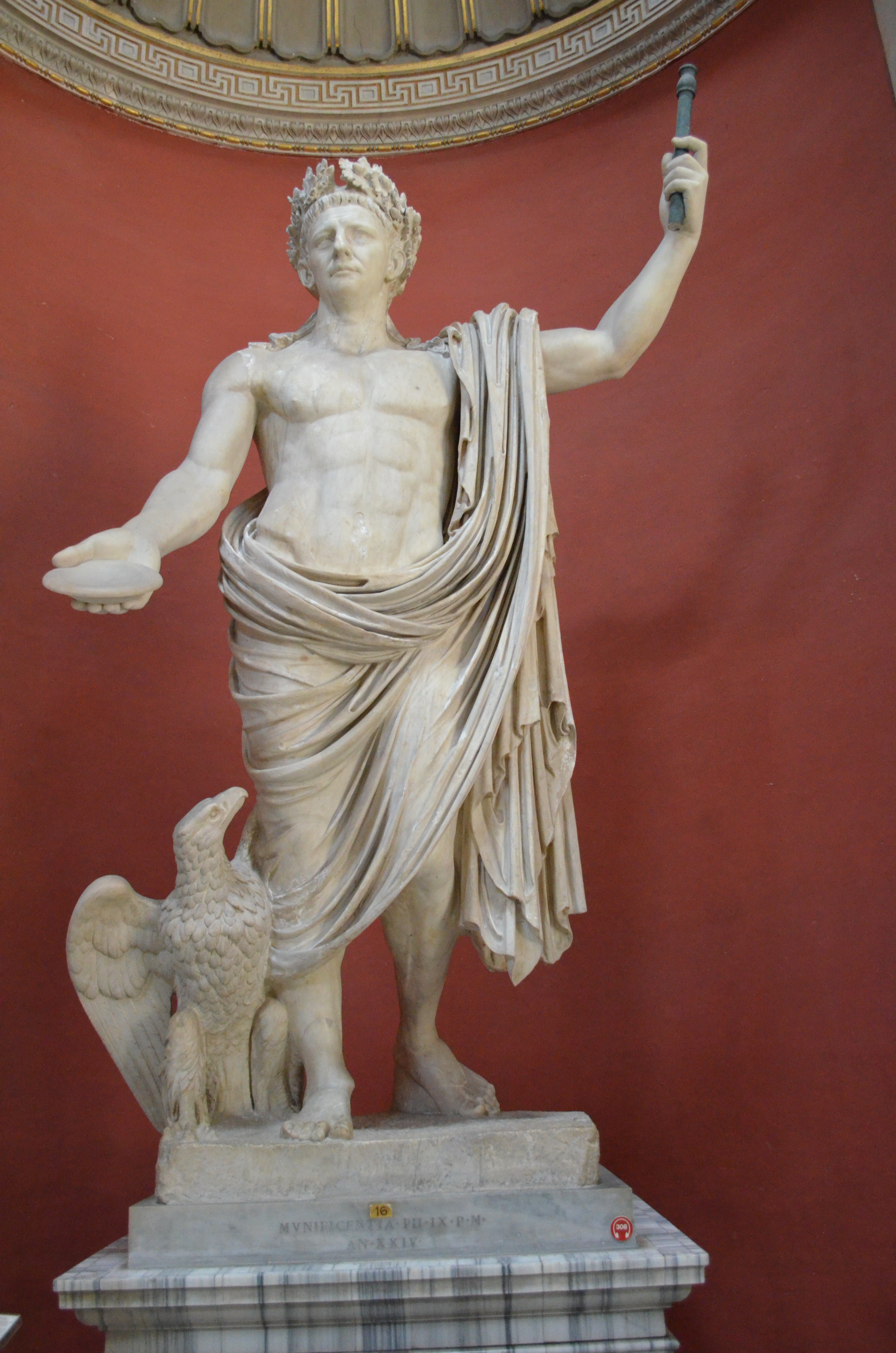
Statuia lui Claudius de la Muzeul Vaticanului

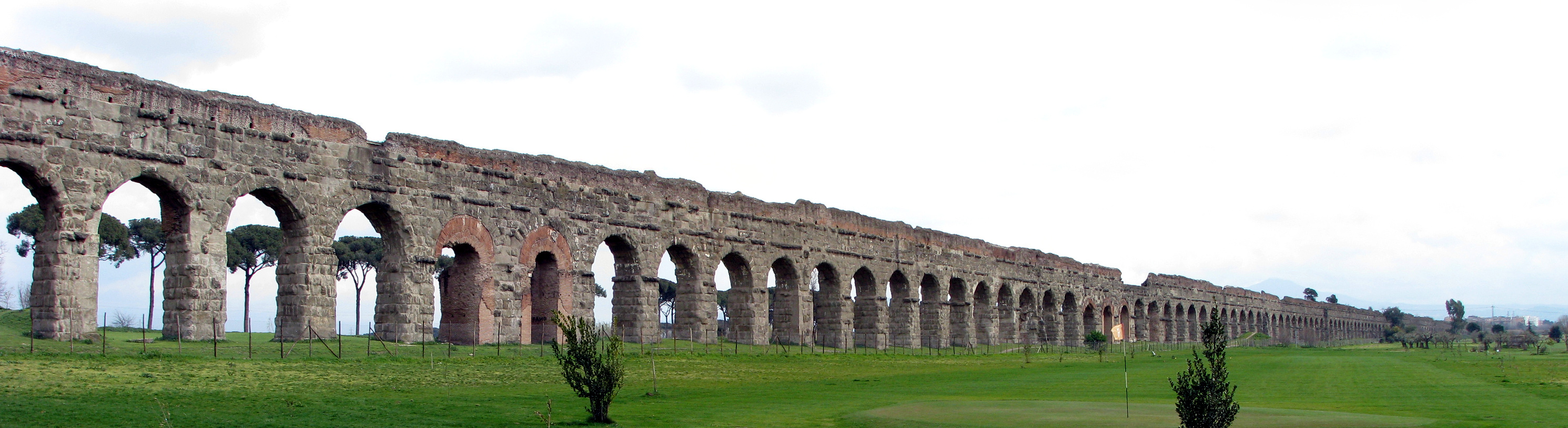
Apeductul Aqua Claudia

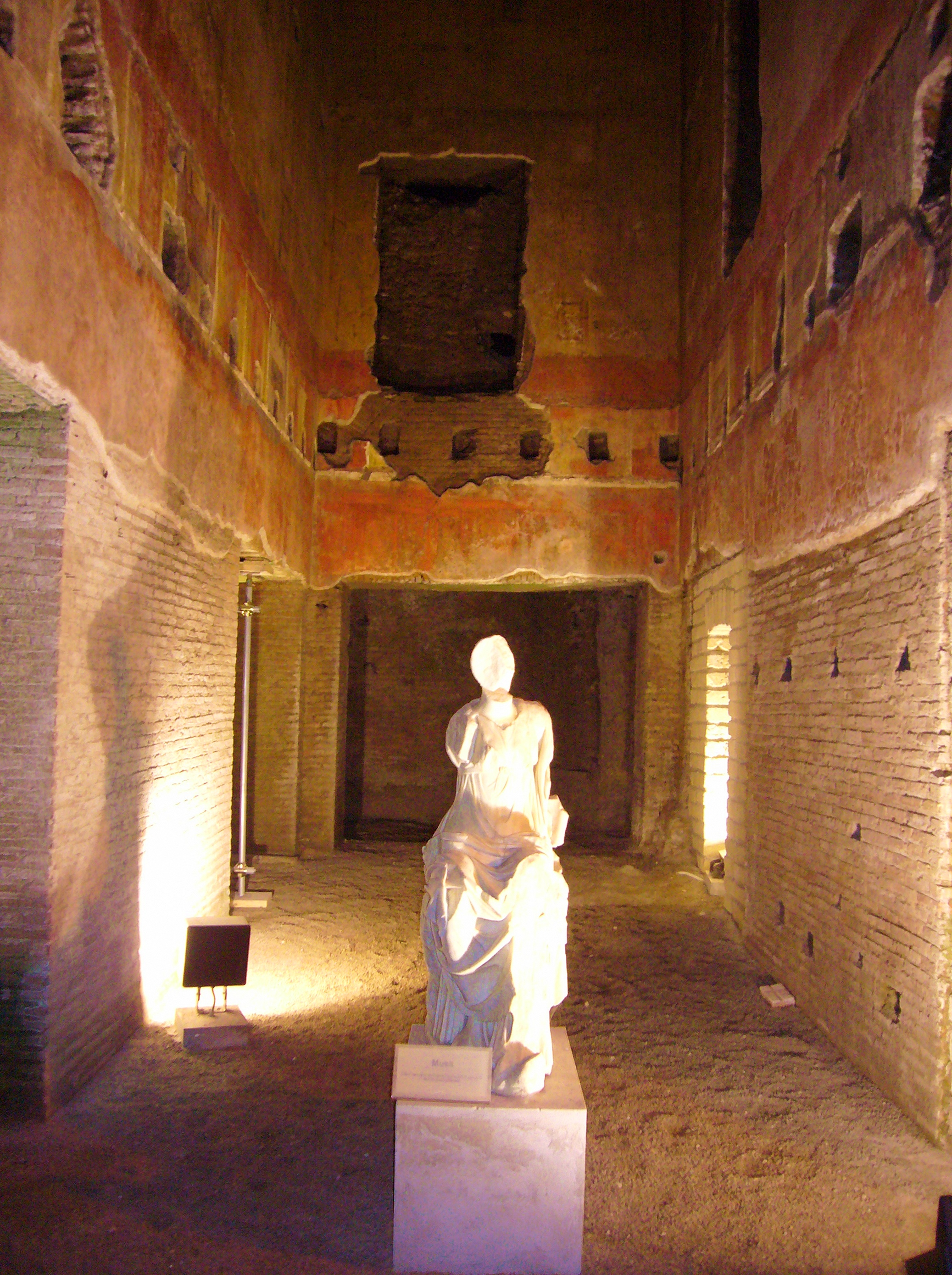
Domus Aurea - palatul lui Nero

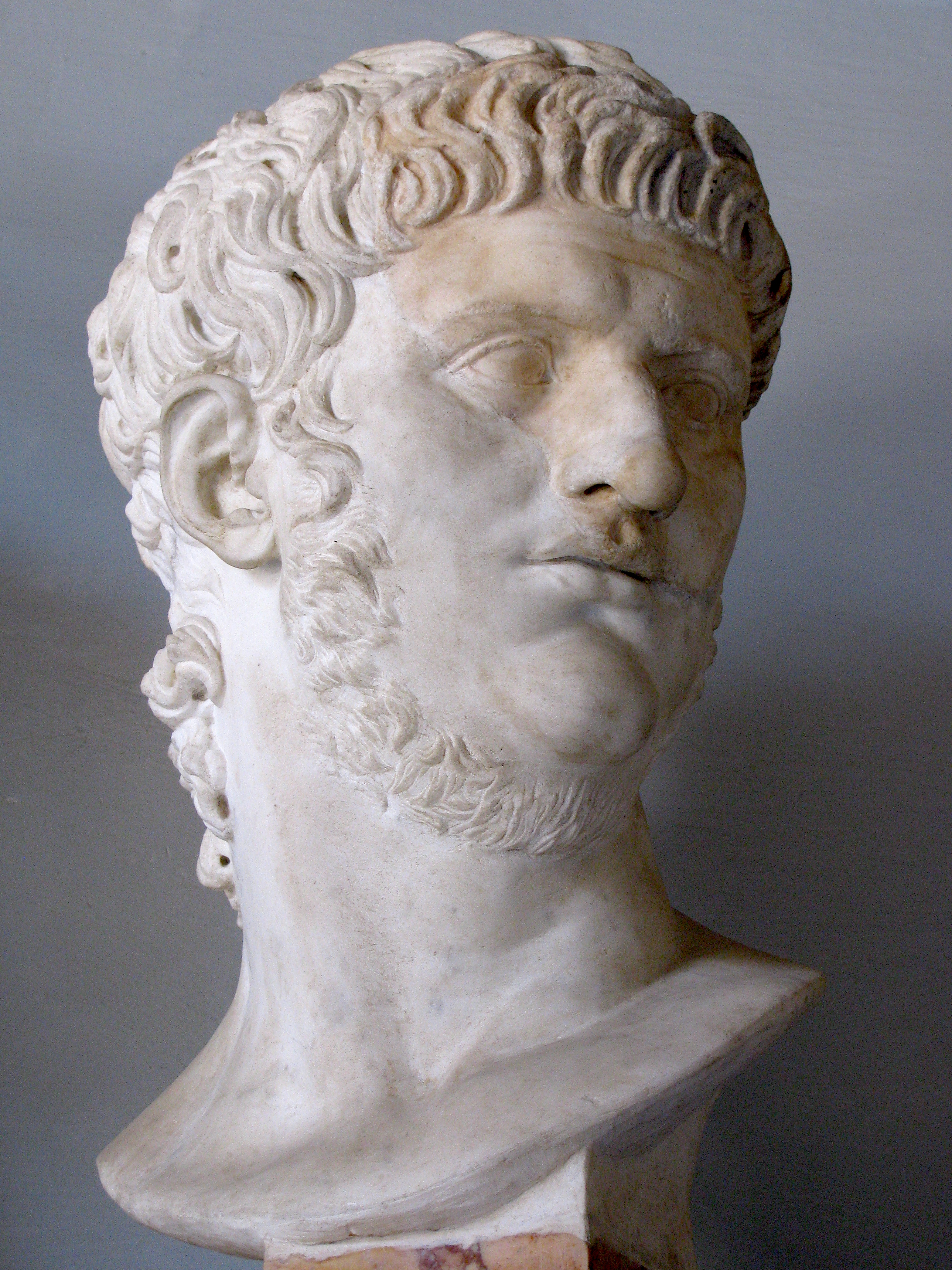
Bustul lui Nero

Dar garda pretoriană l-a proclamat pe Claudius, fiul mai mic al lui Germanicus, drept noul împărat. Caracterizat ca fiind handicapat fizic, dar ingenios, Claudius a restaurat încrederea senatului și poporului roman în instituția imperială. A îmbunătățit birocrația și procesele de acordare a cetățeniei și funcțiilor senatoriale. A ordonat construirea portului de iarnă la Ostia, pentru o aprovizionare mai eficientă a Romei cu grâu din imperiu. A ordonat suspendarea atacurilor pe Rin, stabilind limita permanentă și încetând expansiunea în direcția respectivă a imperiului. În anul 43, a continuat campania de cucerire a Britaniei, incorporând sudul acesteia în imperiu, precum și alte provincii estice. A reformat justiția, a finalizat construirea apeductelor Aqua Claudia și Anio Novus, a finanțat organizarea festivităților publice, a construit sisteme de canalizare și drumuri și a centralizat puterea principatului.  
A fost căsătorit de patru ori, iar cea de-a treia sa nevasta, Messalina, l-a trădat și a complotat împotriva sa cu noul ei soț, Gaius Silius. A fost nevoit să ordone arestarea și executarea sa. Apoi s-a căsătorit cu nepoata sa, Agrippina cea tânără, care îl avea drept fiu pe Lucius Domitius Nero. În anul 54 Agrippina l-a asasinat prin otrăvire pe împăratul Claudius. 
Nero a devenit astfel noul împărat, sprijinit de garda pretoriană și ghidat de mama sa. În cursul domniei sale s-a concentrat pe diplomație, comerț și pe transformarea Romei într-o capitală culturală. A ordonat construirea teatrelor și a promovat sporturile. A dus un război de succes cu Imperiul Part, încheiat printr-o pace negociată. A înăbușit revolta icenilor condusi de Boudica în Britania. A îmbunătățit legăturile culturale cu Grecia. A fost caracterizat ca fiind ego-maniac și influențat de mama sa, Agrippina, care conducea de facto imperiul prin intermediul lui. După câteva tentative a reușit să ordone asasinarea acesteia. Nero a început să se declare zeu și să construiască un palat somptuos și opulent pentru el, petrecând în orgii scumpe și pelerinaje în Grecia. A organizat spectacole cu gladiatori. A stabilit că odată la 5 ani să aibă loc festivaluri de poezie, jocuri și teatru în întreg imperiul. A construit Domus Aurea și un colos dedicat lui, nefinalizat însă. În urma incendiului din anul 64, pentru care a fost învinuit de dușmanii săi politici, Nero a inițiat proiecte de reconstruire a Romei. Însă costurile mari au dus la faliment și astfel Nero a recurs la confiscarea averilor și executarea patricienilor. Spre finalul domniei i-a ordonat lui Seneca să se sinucidă. A avut trei neveste, Octavia, ucisă pentru adulter, Poppaea Sabina, moartă în timp ce era gravidă, Statilla Messalina, precum și un iubit, Sporus, pe care l-a castrat și l-a îmbrăcat în haine feminine. A ajuns să învinuiască creștinii pentru problemele cauzate în imperiu prin a-i persecuta și executa în public, căzând printre victime predicatorii creștini Petru și Pavel. 
O lovitură de stat a fost organizată de Senatul Roman și l-a declarat pe împărat drept inamic al statului. Lipsit de protecție, împăratul Nero a fost nevoit să se sinucidă în anul 68. 
Anul 69 s-a caracterizat că fiind "Anul celor patru împărați", o perioada haotică și instabilă politic. Roma a fost martoră între iunie 68 și decembrie 69, ascensiunea și căderea împărățiilor Nero, Galba, Otho și Vitellius. Seria de uzurpari și asasinări s-a încheiat cu ascensiunea lui Titus Flavius Vespasianus la tronul imperial, devenind primul împărat al noii dinastii, cea flaviană.

### Dinastia Flaviană (68-96)

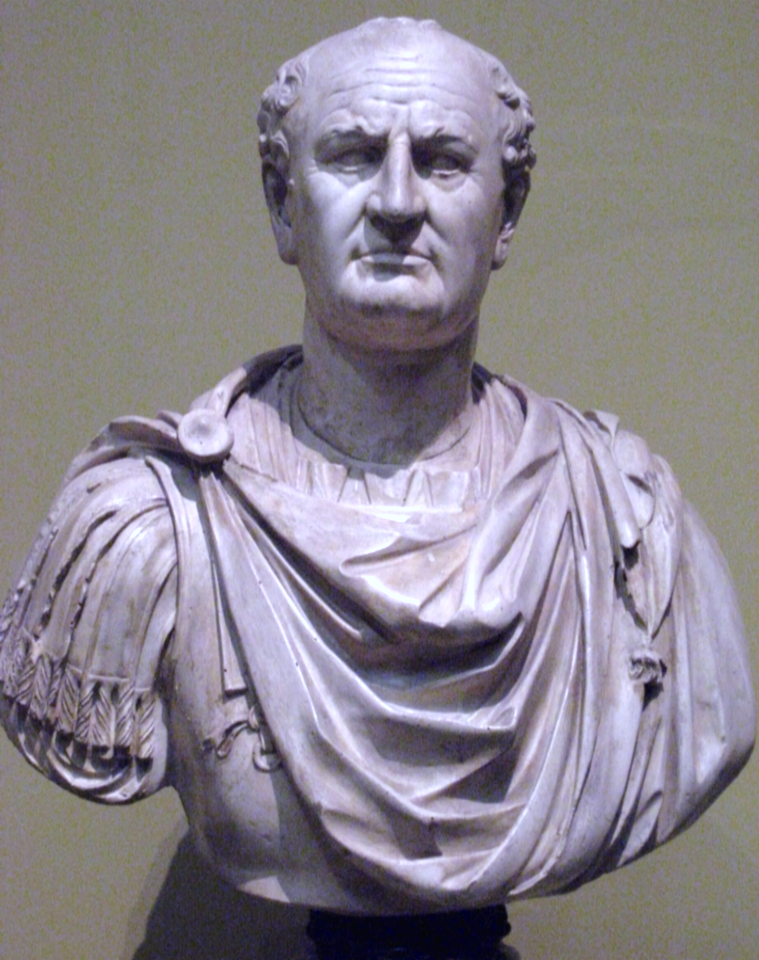
Bustul lui Vespasian

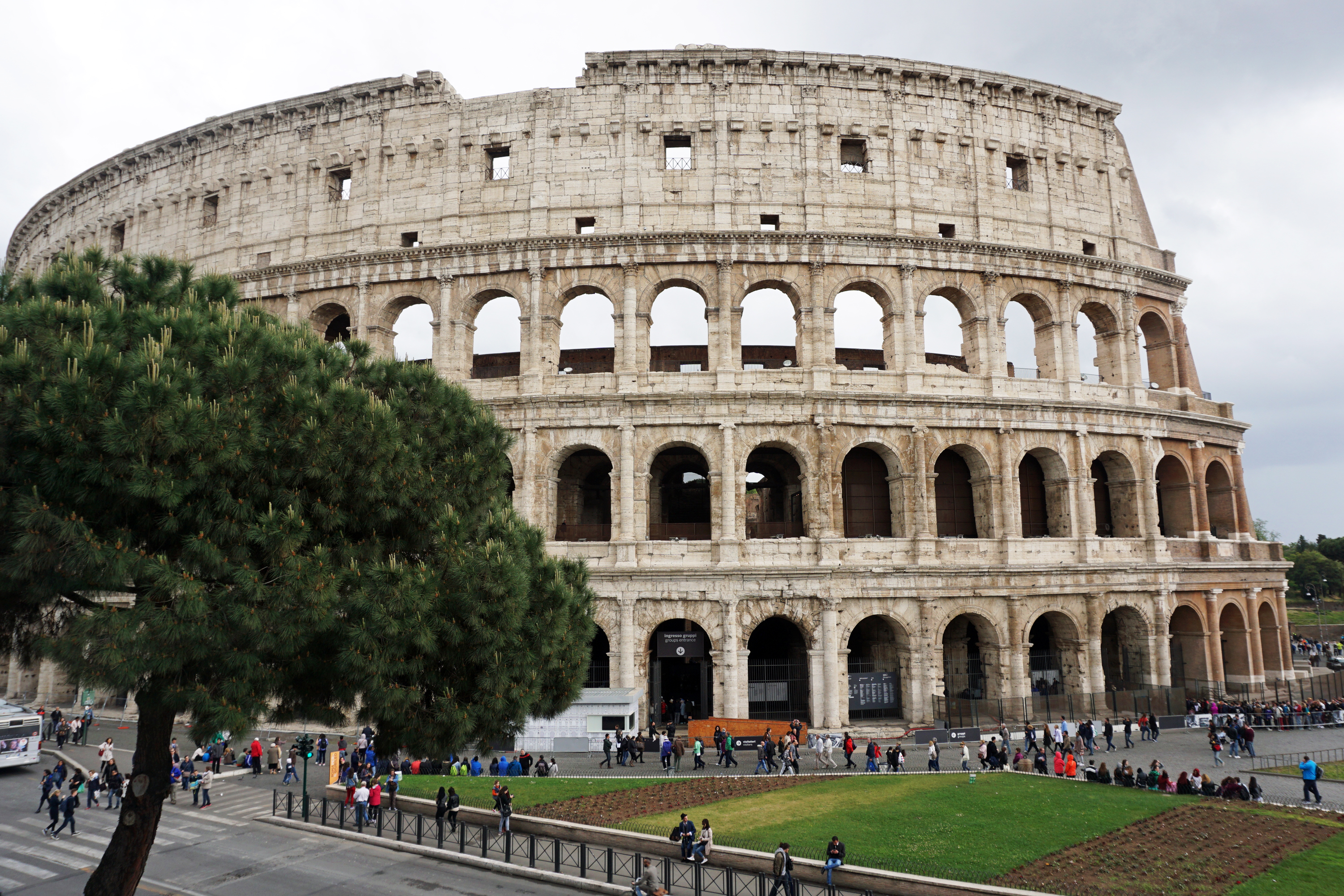
Colosseumul roman, inaugurat în anul 80

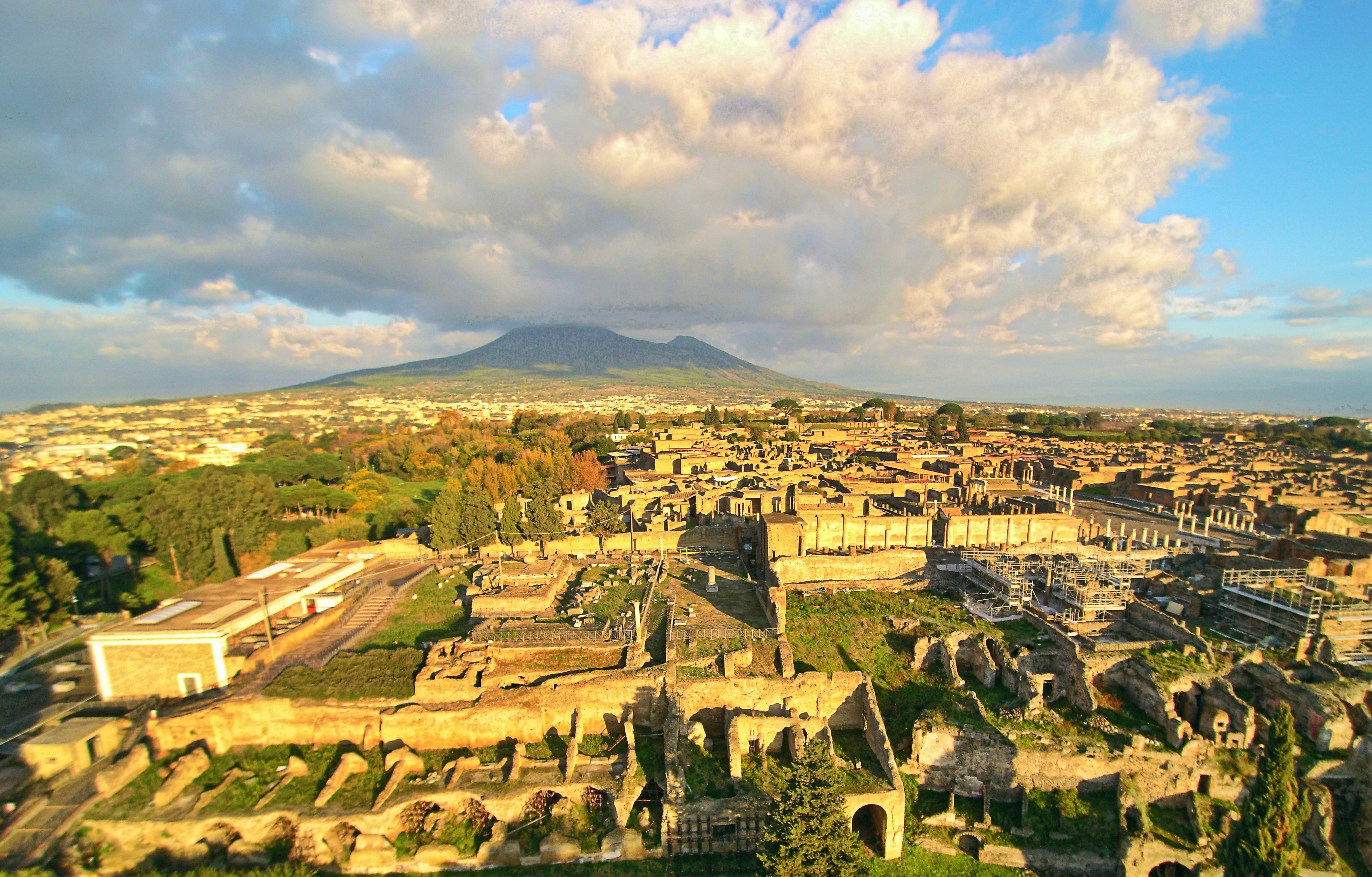
Ruinele orasului Pompeii distrus de erupția vulcanului Vezuviu

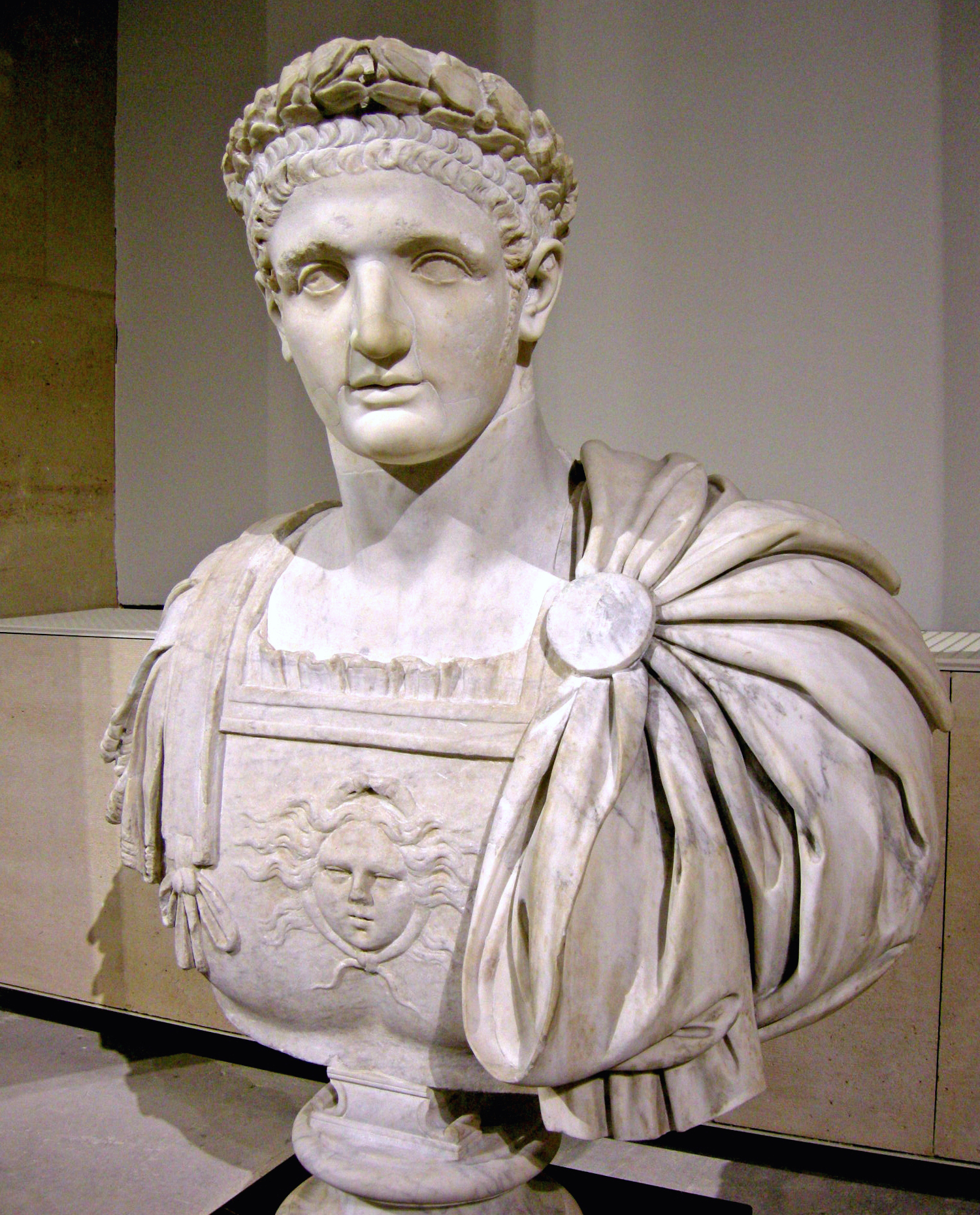
Domițian - bust

Dinastia Flaviană a fost una de scurtă durată, dar a ajutat la restabilirea stabilității imperiului. De acum încolo doar militarii cu merite excepționale vor mai putea ajunge împărați. Împăratul Vespasian, un general de succes, a obținut controlul asupra Romei în anul 69, ucigându-l pe Vitellius. La 60 de ani a fost proclamat împărat de către Senat.
A fost considerat drept un lider autocrat, continuând să slăbească Senatul. A eliminat senatori dizidenți și a crescut numărul acestora de la 200 la 1000, proveniți din Italia și centrele urbane ale provinciilor vestice. A contribuit la creșterea economică prin creșterea taxelor și crearea noilor forme de taxare, folosindu-se de atribuțiile sale de censor. A examinat statutul fiscal al fiecărui oraș și provincii și le-a pus la plata taxelor în funcție de resursele financiare ale acestora. A creat un surplus pentru trezorerie și astfel a putut realiza proiecte publice. A ordonat construirea Colosseumului, cel mai mare amfiteatru roman, precum și a altor temple. A investit în artă și retorică romană. A extins procesul de urbanizare în provinciile vestice, oferind Senatului un rol mai mare în promovarea unității imperiului. A extins frontierele estice ale imperiului, cucerind Iudeea și ocupând Ierusalimul.
Sub domnia fiului său Titus, provinciile Siria și Iudeea au fost securizate, fiind înăbușită revolta iudaică. Totuși, imperiul a asistat la un dezastru când în anul 79 a erupt Vezuviul și a distrus orașul Pompeii. A investit sume masive în reconstrucție, ceea ce l-a făcut popular pentru generozitatea sa. A inaugurat amfiteatrul început de tatăl său în anul 80 prin organizarea festivităților și luptelor dintre 100 de gladiatori ce au durat 100 de zile. A murit la 41 de ani, probabil otrăvit de fratele său, Domițian, ce i-a devenit succesor, fără să aibă vreun merit. 
Proclamat împărat la 13 septembrie 81, fiul lui Vespasian și al Domitillei și fratele lui Titus, inaugurează o politică sensibil deosebită de cea a primilor Flavii. Sprijinindu-se pe armată, pe garda pretoriană, urmează o linie autocratică. Personalitate orgolioasă, violentă, revendicând titlul de Dominus et Deus se proclamă în 85 censor perpetuus (cenzor pe viață) și intră în conflict cu aristocrația senatorială. Victorios în campania întreprinsă în 83 la Rin împotriva tribului germanic al chatilor, Domițian adoptă titlul de Germanicus. O invazie a dacilor și a aliaților lor în Moesia, soldată cu moartea guvernatorului, îl obligă în 86 să intervină personal pe frontul de la Dunăre. Moesia este împărțită acum în două provincii: Moesia Inferior (în a cărui componență intră și Dobrogea) și Moesia Superior. Campania inițiată în 87 la nordul Dunării împotriva lui Decebal se încheie cu o înfrângere; în 88 ofensiva romană marchează o victorie la Tapae și duce la încheierea unei păci de compromis între Roma și Dacia (89). Dar a devenit ulterior paranoic. În anul 89 a confruntat rebeliunea lui Lucius Antonius Saturninus, guvernator al Germaniei Superior. Domițian a inițiat o serie de arestări, execuții și confiscări de proprietăți. Până și consilierii și membrii familiei sale începeau să trăiască în frică. Asta a dus la uciderea sa în anul 96, orchestrată de inamicii săi din Senat, membri din garda pretoriană, printr-un complot organizat de însăși împărăteasa Domitia Longina.
A fost succedat de generalul Marcus Cocceius Nerva Caesar Augustus, care a inițiat o nouă dinastie, cea antoniniană.

### Dinastia Antoninilor (96-192)

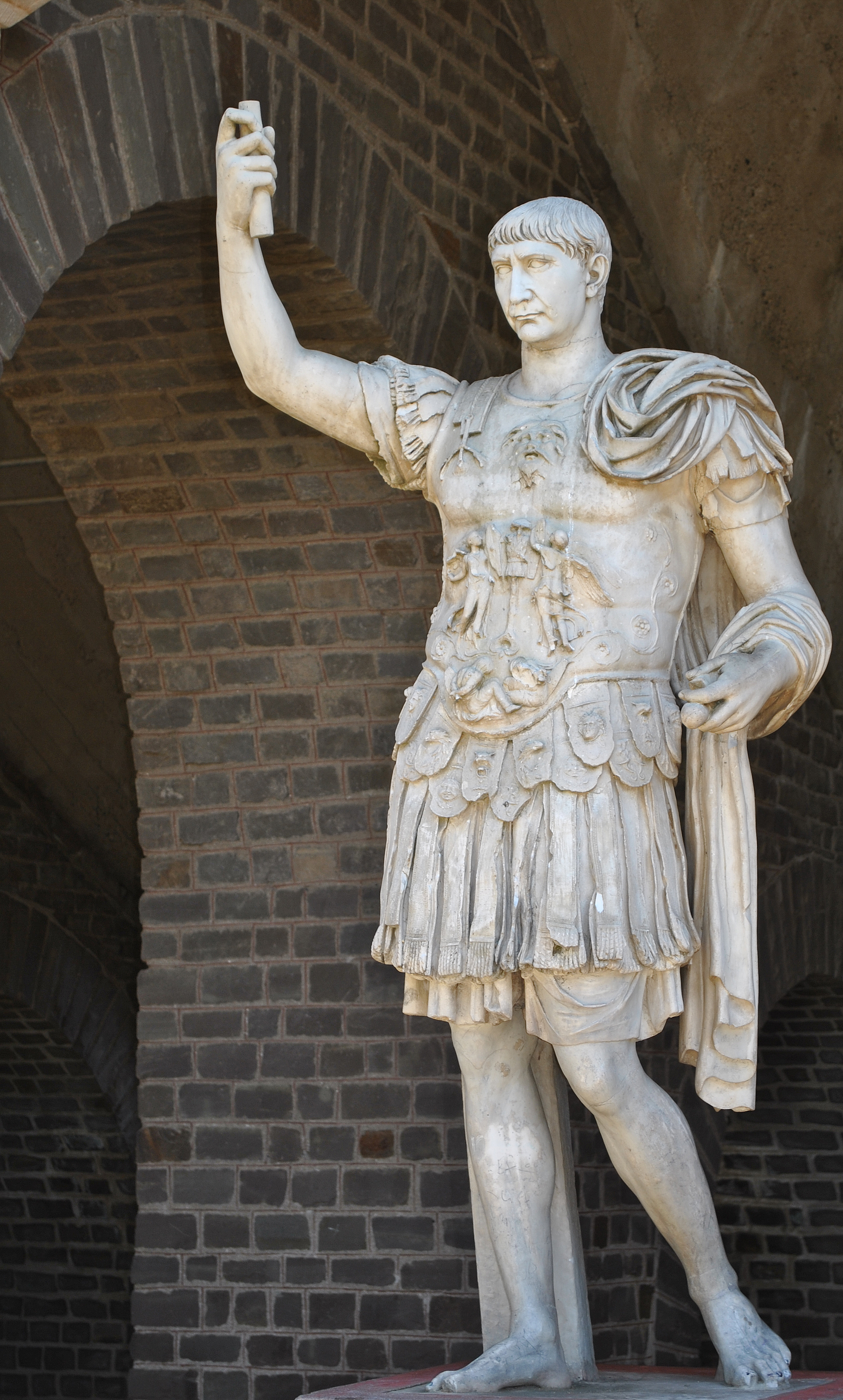
Statuia lui Traian

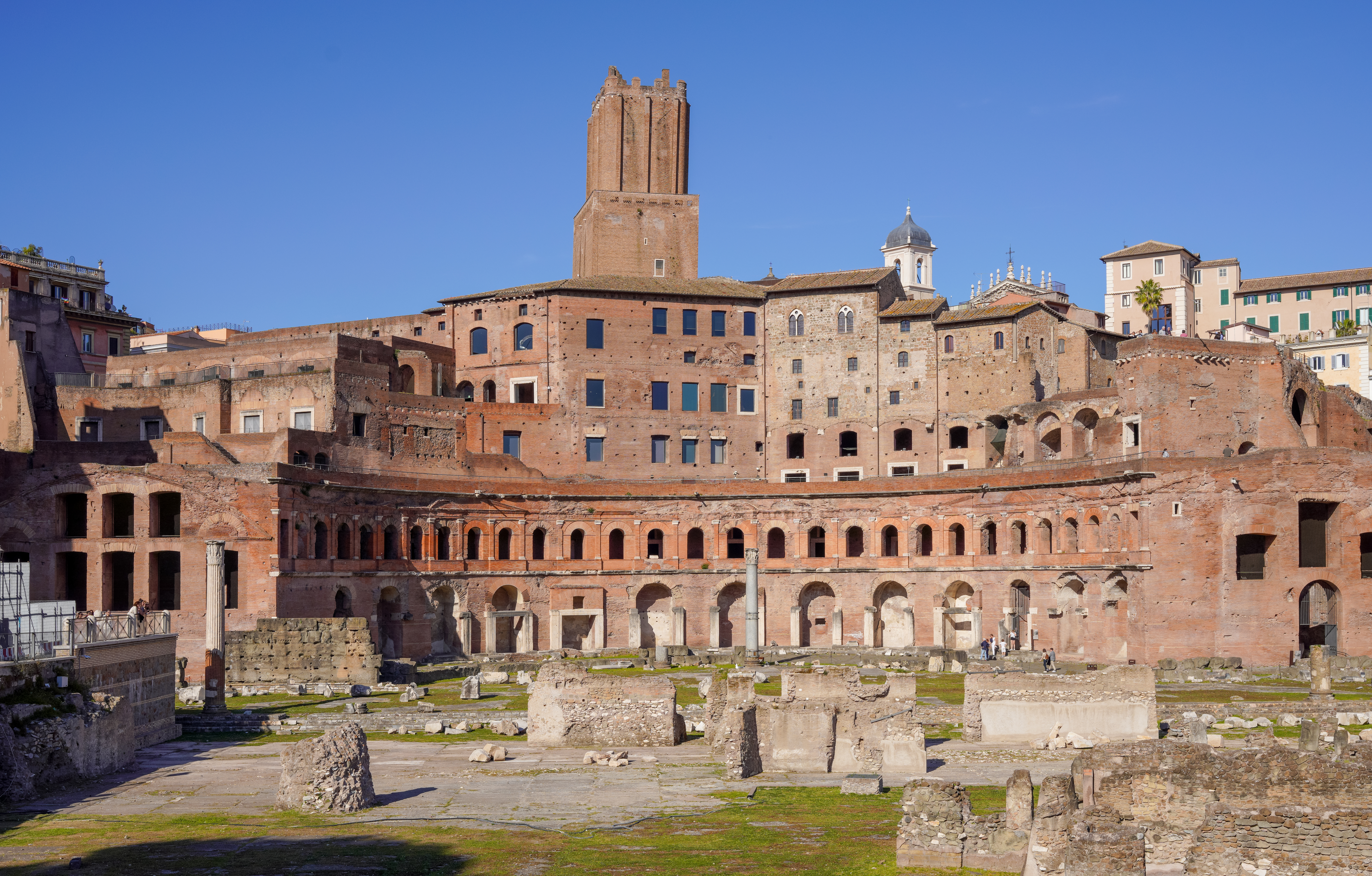
Forul lui Traian, finalizat în 113

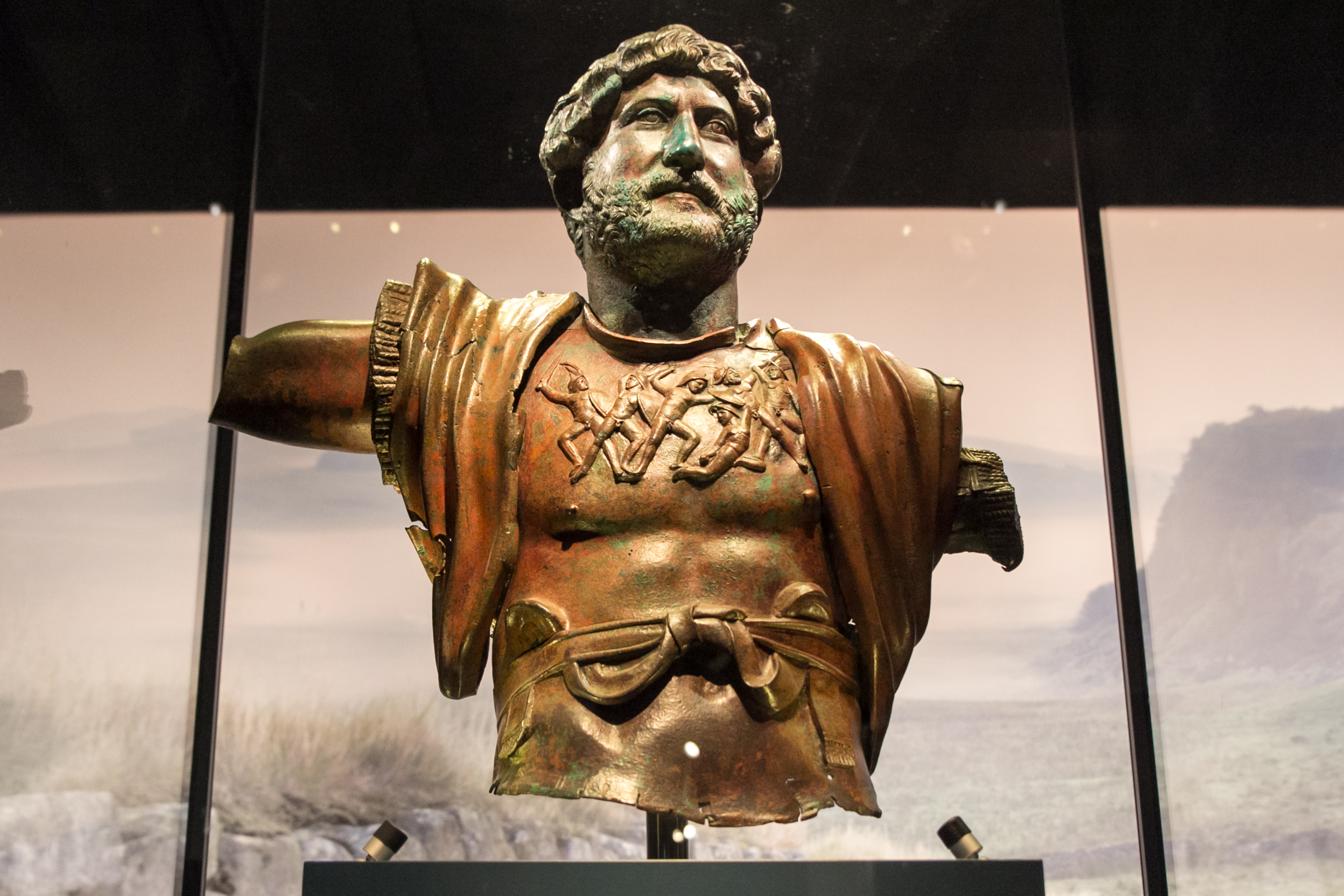
Bustul lui Hadrian

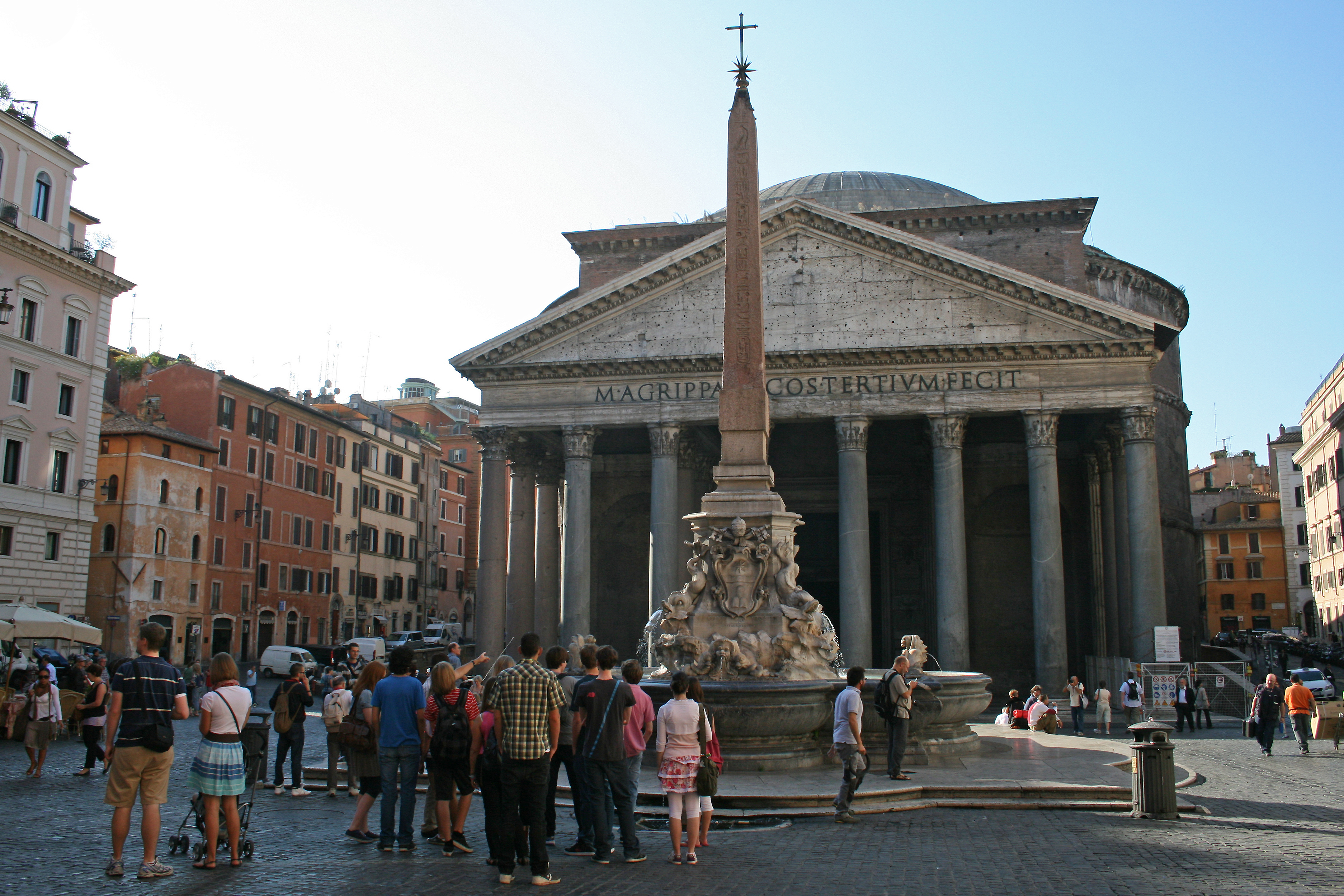
Panteonul din Roma, finalizat în 125

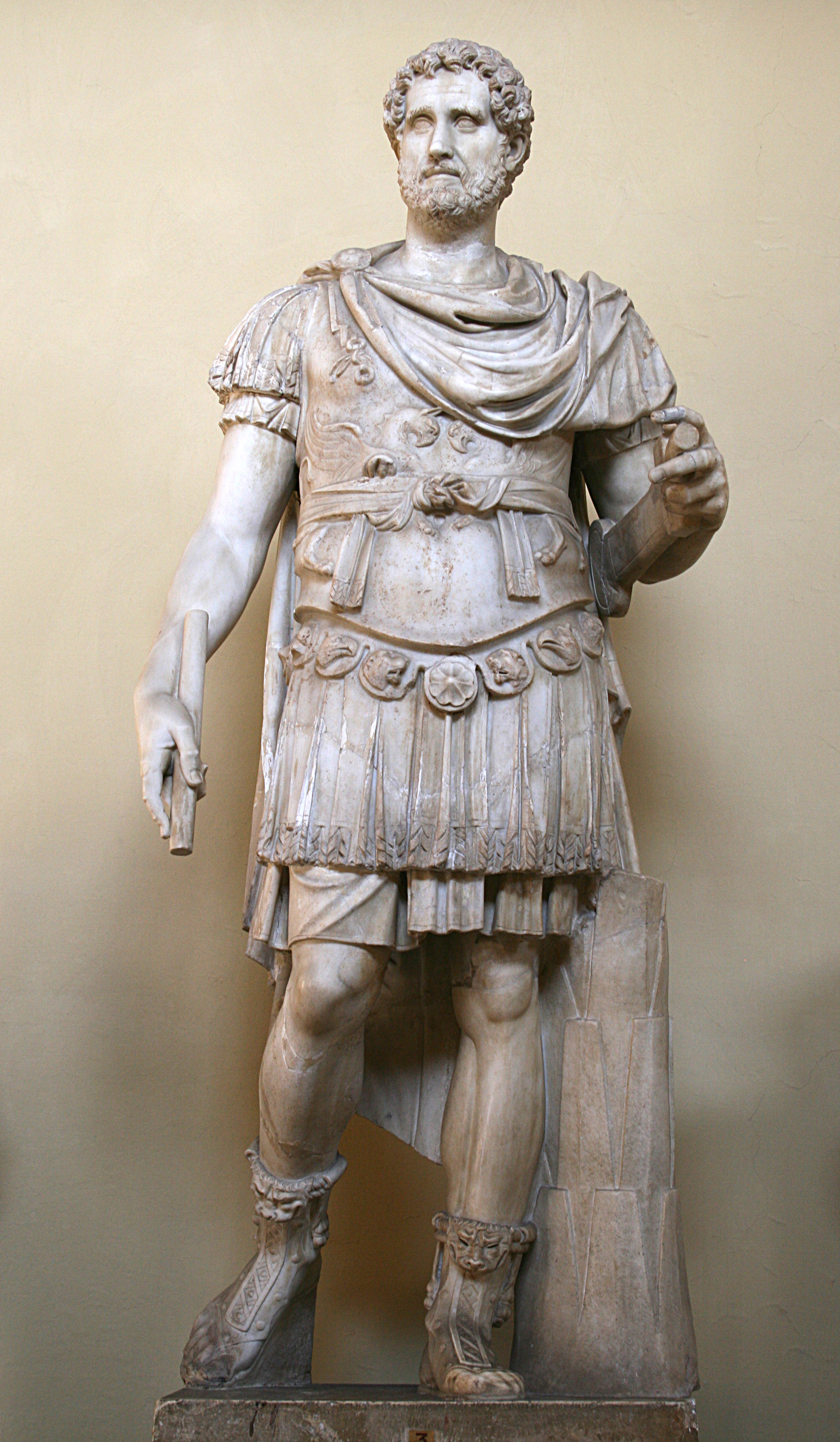
Statuia lui Antoninus Pius - Museo Chiaramonti (Vatican)

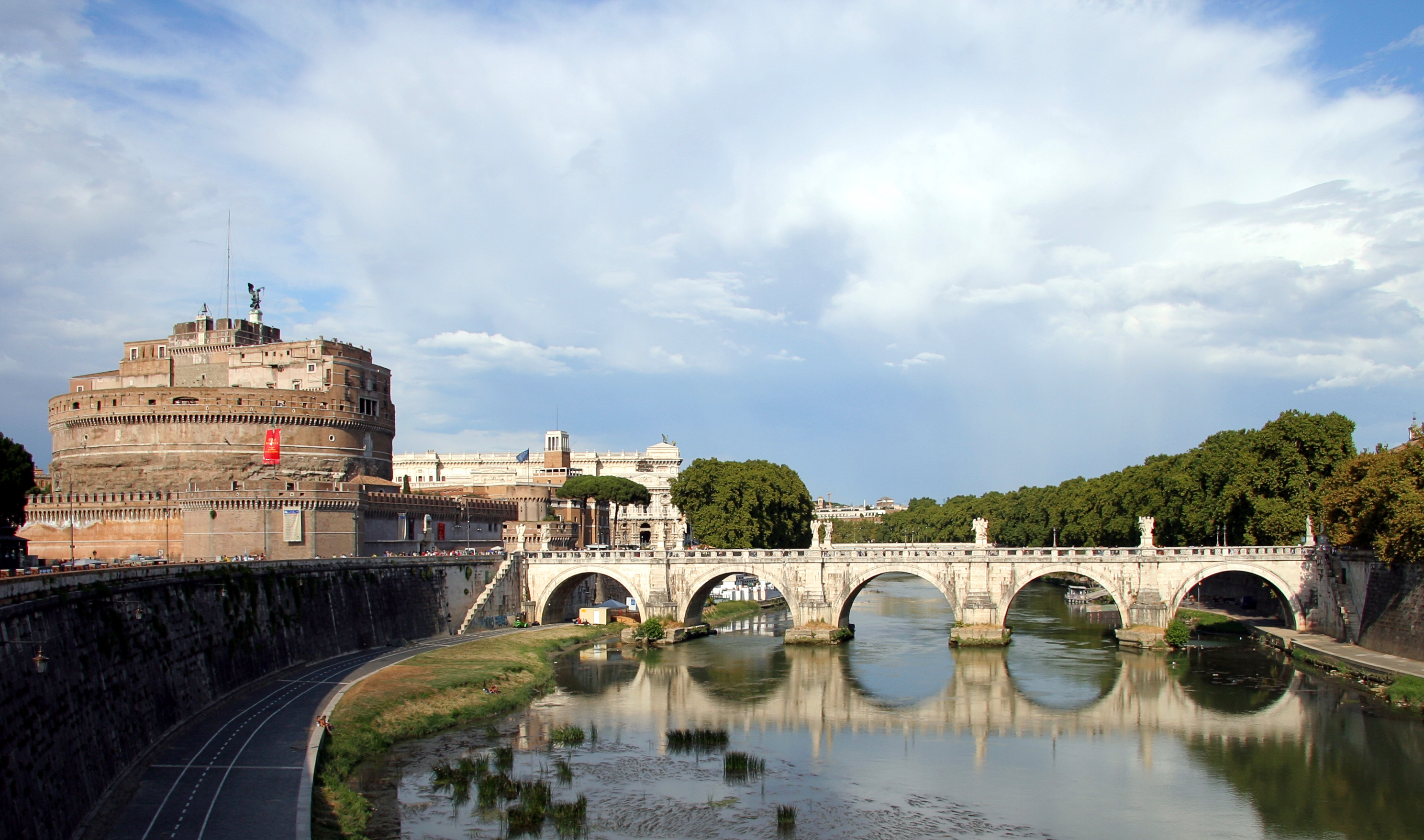
Castelul Sant'Angelo, inițial conceput ca mausoleu al împăratului Hadrian din 139

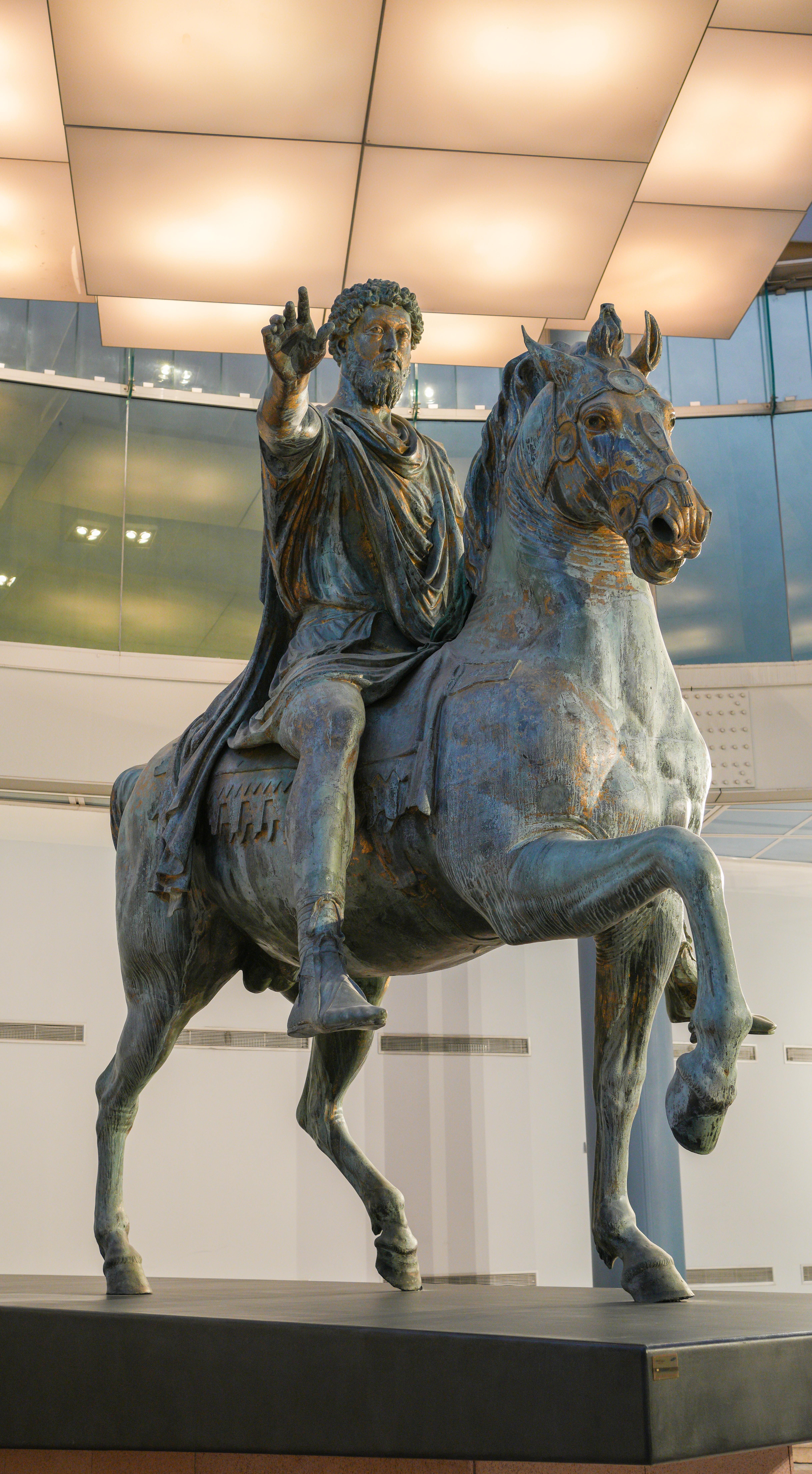
Statuia lui Marc Aureliu - Muzeele Capitoline

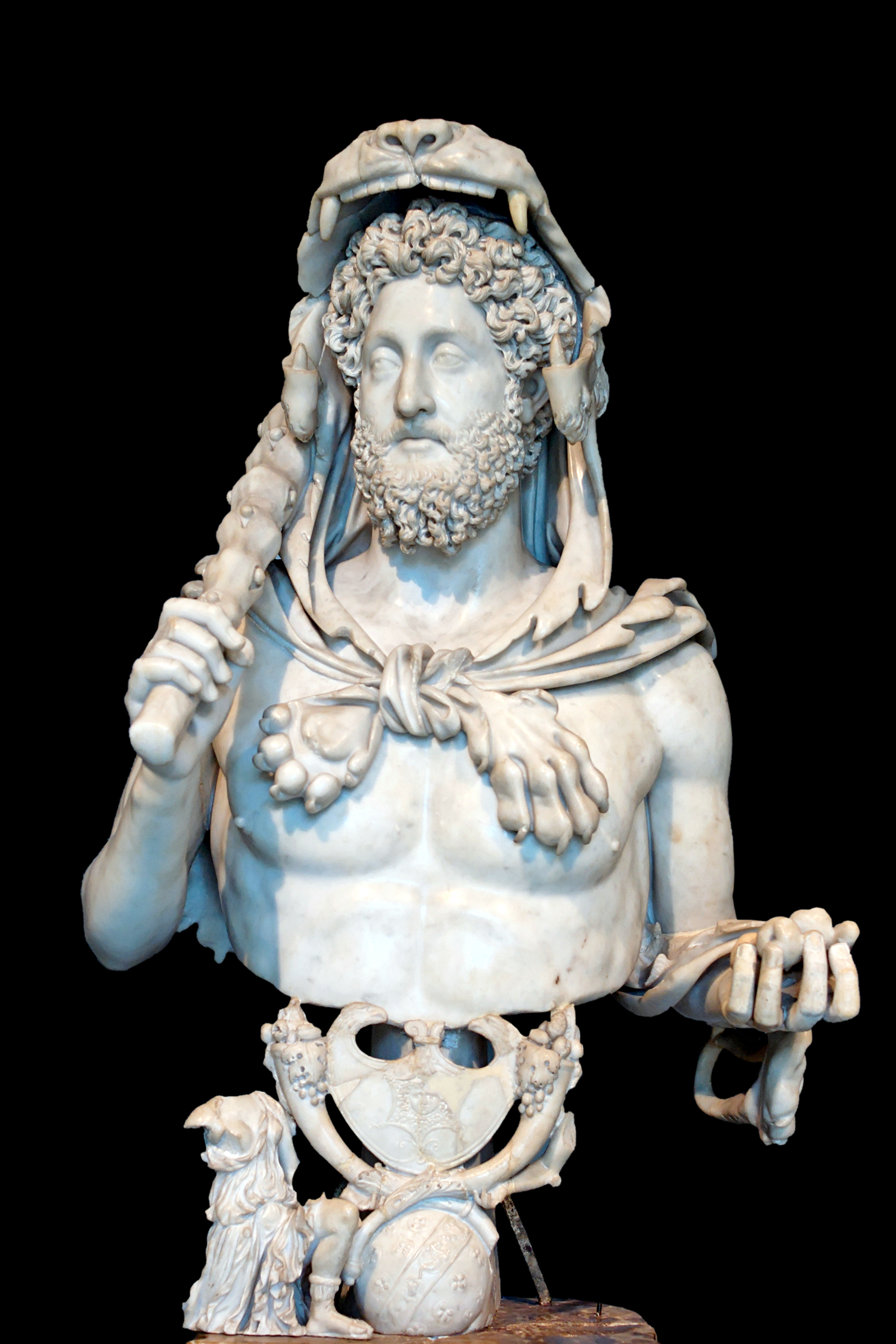
Bustul lui Commodus - Muzeele Capitoline

Secolul al II-lea a rămas în istoria Imperiului Roman drept „perioada celor cinci împărați buni”, care s-a caracterizat ca fiind o succesiune pașnică și prosperă. 
Nerva, odată ce a fost înscăunat, a eliberat deținuții condamnați și acuzați pe nedrept de trădare de împăratul Domițian. A avut o colaborare excelentă cu Senatul Roman și a returnat proprietățile confiscate. Însă suportul pentru Domițian a rămas puternic în rândul armatei și în anul 97, garda pretoriană a asaltat palatul imperial de pe Colina Palatină și l-a luat pe împăratul Nerva drept ostatic. A fost forțat să le îndeplinească cererile, acceptând să-i condamne pe cei acuzați de asasinarea împăratului Domițian și să țină un discurs de mulțumire pretorienilor. Nerva l-a adoptat pe Traian, comandantul legiunilor de la frontieră germanică. 
După moartea lui Nerva în anul 98, Traian a devenit noul împărat și l-a executat pe prefectul Casperius Aelianus, responsabil pentru rebeliunea împotriva predecesorului său Nerva. A lansat o campanie militară planificată în Dacia, o regiune de la nord de Dunăre populată de geți și daci care provocau expediții de jafuri la sud de Dunăre în provincia romană Moesia. În 101 a traversat personal Dunărea și a învins armatele dacice conduse de regele Decebal la Tapae. Împăratul a decis că nu poate să-și ducă cucerirea până la capăt pentru că armatele trebuiau reorganizate și a propus condiții de pace cu dacii. Împăratul a fost primit cu onoruri militare ca erou și a primit numele de Dacicus. Decebal a încălcat termenii de pace și a incitat la revolte anti-romane. În 105 Traian, comandând legiunile și trupele de mercenari germanici, a invadat din nou Dacia și a capturat capitala dacilor, Sarmizegetusa Regia. Regele Decebal, pentru că nu voia să fie capturat, s-a sinucis. Legiunile romane au cucerit sud-estul Daciei. Traian, pentru a celebra victoria, a organizat festivități în tot imperiul timp de 123 de zile. Și-a construit columna dedicată glorificării victoriei, cu fresce ce conțin secvențe din ambele războaie daco-romane, proiectat de arhitectul Apolodor din Damasc care a proiectat construirea forumului dedicat lui Traian si podului de pe Dunăre pe care l-a traversat în cursul expediției în Dacia.  
În 112 Traian, provocat de decizia regelui Parției, Osroes I, de a-și numi nepotul, Axidares, ca rege al Armeniei, a pornit într-o expediție în Orient pentru a reîntări hegemonia romană asupra Armeniei. L-a înlăturat pe rege și a anexat Armenia la imperiu. Apoi a pornit o expediție în Mesopotamia și sudul Parției, anexând orașele Babilon, Seleucia și în final, capitala Ctesifon în 116. Între timp, a reprimat o revoltă iudaică. A continuat expediția spre golful Persic, unde a declarat Mesopotamia (Irakul de azi) o nouă provincie imperială, dar s-a lamentat că era prea bătrân ca să-i mai calce pe urmele lui Alexandru cel Mare. În 116 a capturat orașul Susa și l-a înlăturat pe regele Osroes I și l-a numit pe Parthamspates drept rege marionetă al Parției. Imperiul Roman a atins astfel maximul teritorial. Dar Traian a murit în 117 pe drumul de întoarcere spre Roma. 
A fost succedat de Hadrian, fiul său adoptiv. Acesta s-a dovedit un excelent administrator și a extins apărarea imperiului. A cedat provincia Mesopotamia și teritorii din Armenia, Asiria și Dacia, fiind imposibile de apărat. A dus un război cu Vologeses al III-lea, noul rege al Parției din 121, dar l-a încheiat cu negocieri de pace. A reprimat o altă răscoală iudaică, condusă de Bar Kokhba în anii 132-135. A fost primul împărat care a vizitat toate provinciile, a donat bani pentru proiecte locale de construcții. În Britania a ordonat construirea zidului, faimosul zid al lui Hadrian, pentru a apăra provincia Britania de populațiile tribale din nordul neocupat al Scoției de azi. A întărit fortificațiile pe frontiera germanică și cea nord-africană. A construit Panteonul și Templul lui Venus din Roma și a reconstruit Serapeumul din Alexandria. Domnia lui pe plan intern s-a dovedit prosperă și pașnică. 
După el a urmat Antoninus Pius, care a încercat să ducă o politică pașnică. A zdrobit revoltele din Mauretania, Iudeea și Britania. A continuat să întărească zidul din Britania, dar a abandonat proiectul. 
Sub împăratul Marc Aureliu, triburile germanice au lansat incursiuni asupra frontierelor europene ale imperiului, în special în Galia. A dus expediții militare împotriva acestora și și-a comemorat victoria prin construirea columnei dedicate lui. În Orient a condus o expediție împotriva Parției. Acesta și-a trimis co-împăratul, Lucius Verus, să comande legiunile în est pentru a le câstiga loialitatea. În 166 a trimis ambasadori romani, probabil negustori și nu diplomați, în China, regatul Han de Est, ce i-au adus ofrande și cadouri împăratului Huan. Chinezii au achiziționat piese de sticlă romană după cum ne indică mormintele chinezești, în vreme ce romanii achiziționau mătase adusă pe Drumul Mătăsii, o rețea de rute din Asia Centrală. În 175 Marc Aureliu a condus campanii în nordul Germaniei în cadrul Războaielor Marcomanice și a înăbușit rebeliunea generalului Avidius Cassius care s-a proclamat împărat în Egipt și Siria. Acesta a fost asasinat și Marc Aureliu a recăpătat controlul asupra estului imperiului. În ultimii săi ani de viață a studiat filosofia și a scris lucrări celebre precum "Meditații", fiind cunoscut ca un împărat stoic. Marc Aureliu a murit în 180 și, pentru prima oară în 100 de ani, a avut loc o succesiune imperială paternală.
Commodus, fiul sau, care până în 177 era co-împărat, a moștenit tronul imperial. Commodus s-a dovedit a fi un împărat foarte diferit de tatăl său. Cu el a început declinul oficial al Imperiului Roman. După un complot de asasinare eșuat organizat de sora sa Lucilla și un grup de senatori, Commodus a devenit paranoic și s-a afundat în nebunie. Pacea Romană s-a încheiat odată cu el. S-a dovedit a fi un împărat megalomaniac, atașând un cap cu chipul său pe colosul lui Nero și s-a portretizat drept încarnarea lui Hercule, participând la luptele cu gladiatori și lei. În 186 a ordonat executarea ministrului principal. Puterea politică a fost transferată amantei și celor doi consilieri ai împăratului. Commodus a redenumit Roma drept Colonia Commodiana. În anul 192 consilierii săi, prefectul pretoriului, amanta sa și șambelanul l-au trădat și l-au trimis pe un campion de lupte să-l asasineze, cu o zi înainte ca împăratul să preia consulatul, îmbrăcat în gladiator.
Senatul l-a declarat împărat pe prefectul orașului, Publius Helvius Pertinax, însă imperiul a alunecat spre război civil. Pertinax a avut o domnie scurtă de 86 de zile, încercând să se inspire după domnia lui Marc Aureliu și intenționând să implementeze reforme sociale pentru copii săraci și reforme monetare. Dar a fost copleșit și ucis de 300 de soldați din garda pretoriană care se plângeau că au primit doar o parte din plata promisă.
Noul împărat proclamat de garda pretoriană a devenit senatorul Didius Iulianus. Acesta a devalorizat moneda romană prin a scădea conținutul de argint în denar de la 87% la 81,5%. Populația s-a revoltat și l-a întâmpinat cu huiduieli, proteste și acuzații pentru "hoție", aruncând cu pietre asupra sa. Generalii Pescennius Niger din Siria, Septimius Severus din Panonia și Clodius Albinus din Britania, cu legiunile la comanda lor, au refuzat să-l recunoască pe Iulianus drept noul împărat. La trei luni după preluarea tronului, Iulianus a fost asasinat de un soldat.  
Ulterior Garda Pretoriană a fost desființată de Severus, fiind acuzată de lipsă de disciplină, lene, desfrâu, și înlocuită cu oameni din trupele sale. 
Lucius Septimius Severus, născut într-o familie feniciană ecvestră în provincia romană Africa Proconsularis, a fost proclamat împărat în 193 de către legiunile sale în Noricum și a putut stabiliza situația politică după moartea lui Commodus după ce și-a învins rivalul, Clodius Albinus, în bătălia de la Lugdunum. Și-a securizat poziția sa de împărat și a fondat dinastia Severilor.

### Dinastia Severilor (193-235)

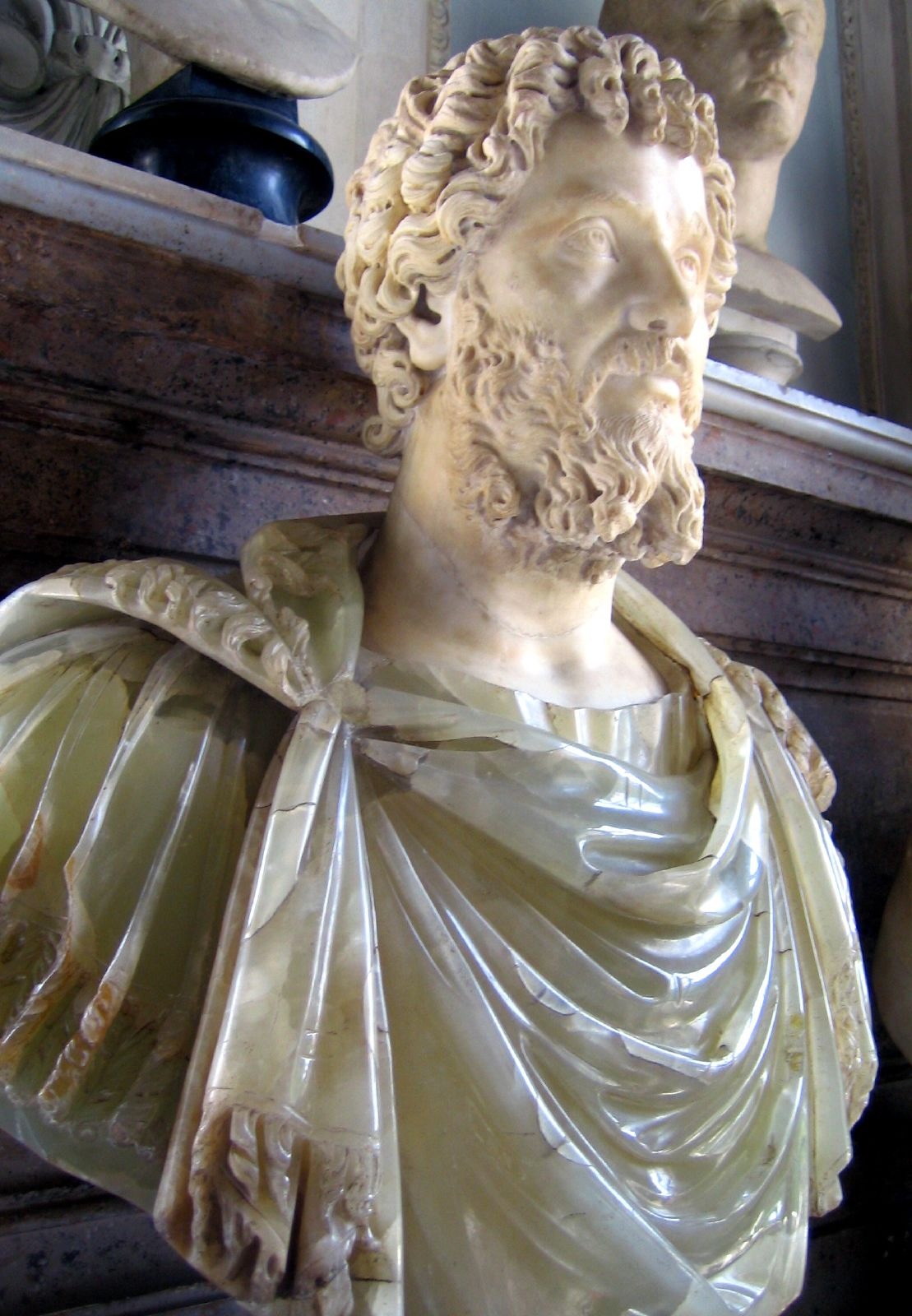
Septimius Severus

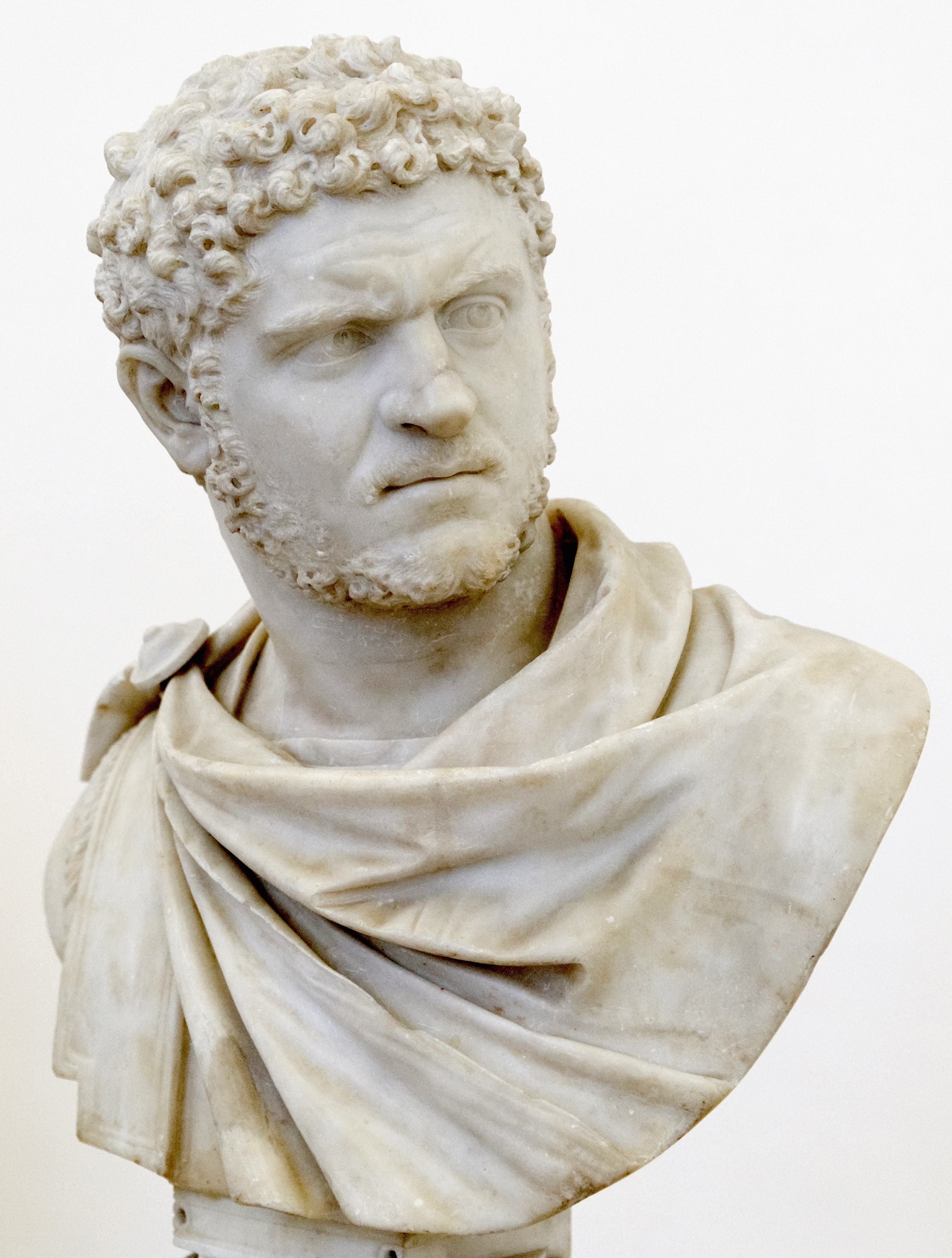
Caracalla

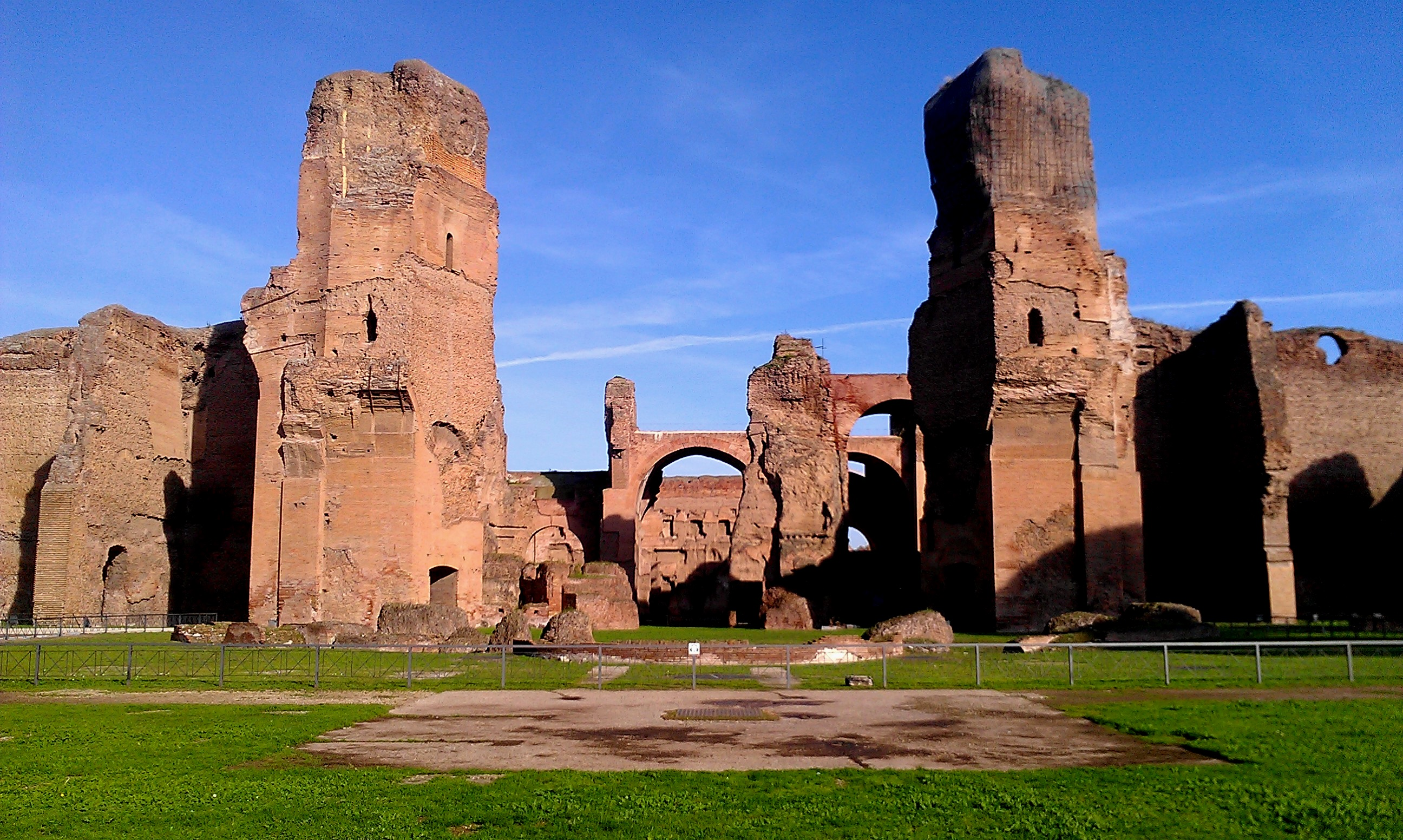
Băile lui Caracalla

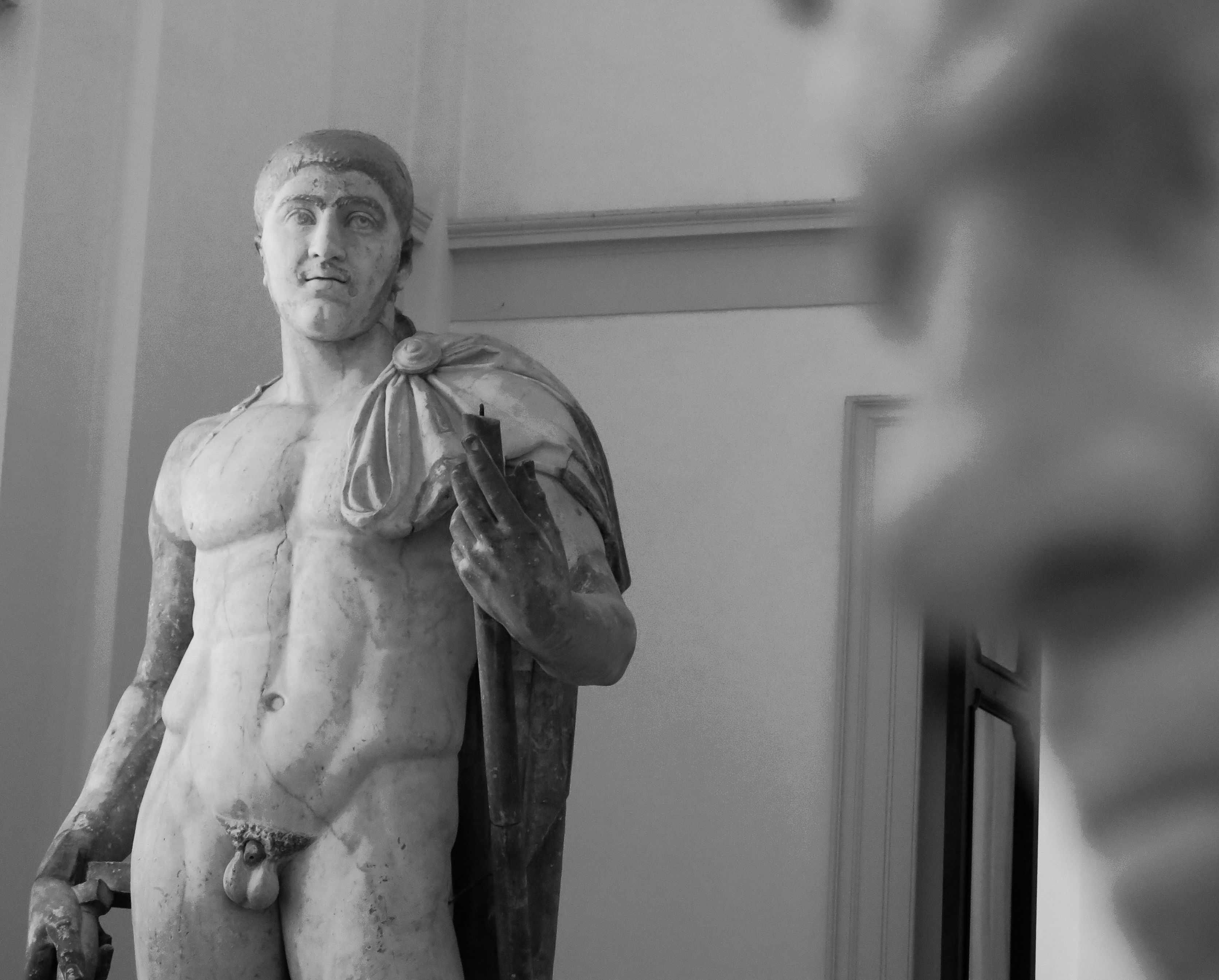
Statuia lui Elagabal, cu chipul lui Alexandru Sever

Lucius Septimius Severus, proclamat împărat în 193 de către legionarii săi din Noricum în timpul tulburărilor politice care au urmat moartea lui Commodus, a asigurat o conducere unitară a imperiului din 197, după ce l-a învins pe ultimul său rival, Clodius Albinus, în bătălia de la Lugdunum.
Severus s-a luptat cu succes împotriva parților și împotriva incursiunilor barbare în Marea Britanie, reconstruind zidul lui Hadrian. La Roma, relațiile sale cu Senatul erau proaste, dar el era popular printre oamenii obișnuiți și printre soldații săi, veniturile cărora au crescut. Începând cu 197, puterea prefectului pretoriului Gaius Fulvius Plautianus a avut o influență negativă; acesta din urmă a fost executat în 205. Unul dintre succesorii lui Plautianus a fost juristul Aemilius Papinianus. Severus a continuat persecuția oficială a creștinilor și a evreilor, deoarece erau singurele două grupuri care își opuneau credințele cultului sincretistic oficial. Severus a murit în timpul campaniei în Marea Britanie. El a fost urmat de fiii săi Caracalla și Geta, care au domnit sub influența mamei lor, Iulia Domna.
Fiul cel mare al lui Severus, Caracalla, s-a născut cu numele Lucius Septimius Bassianus în Lugdunum, Galia. "Caracalla" era o porecla care se referea la tunica cu glugă galică pe care o purta în mod obișnuit chiar și atunci când dormea. La moartea tatălui său, Caracalla a fost proclamat co-împărat cu fratele său Geta. Conflictul dintre cei doi a culminat cu asasinarea acestuia din urmă.
Caracalla s-a remarcat printr-o cruzime fără precedent, autorizând numeroase asasinate ale unor dușmani și rivali. A dus o campanie de succes impotriva alamanilor. Băile lui Caracalla din Roma sunt cel mai durabil monument al domniei sale. Domnia lui a fost de asemenea remarcabilă pentru Constituția Antoniniană (latină: Constitutio Antoniniana), cunoscută și ca Edictul lui Caracalla, care a acordat cetățenia romană aproape tuturor oamenilor liberi din întregul Imperiu Roman.
A fost asasinat de către Garda Pretoriană când se ducea la războiul împotriva parților.
Fiul cel mic al lui Severus, Geta, a devenit co-împărat cu fratele său mai mare, Caracalla, la moartea tatălui lor. Spre deosebire de domnia comună mult mai reușită a lui Marcus Aurelius și a fratelui său Lucius Verus în secolul trecut, relațiile dintre cei doi frați erau ostile din copilărie. Geta a fost asasinat în apartamentele mamei sale din ordinul lui Caracalla, care ulterior a domnit singur.
Opelius Macrinus, deși provenea dintr-un mediu umil și nu era înrudit cu dinastia Severiană, a avansat în cadrul casei imperiale până când, sub împăratul Caracalla, a devenit Prefect al Gărzii Pretoriene. Din cauza cruzimii și a trădării împăratului, Macrinus s-a implicat într-o conspirație pentru a-l ucide și a ordonat Gărzii Pretoriene să facă acest lucru. La 8 aprilie 217 Caracalla a fost asasinat când călătorea la Carrhae. Trei zile mai târziu Macrinus a fost declarat Augustus.
Cea mai importantă decizie a lui a fost să facă pace cu parții, dar mulți considerau că situația romanilor se înrăutățește. A refuzat sa acorde salariile și privilegiile promise trupelor estice de către Caracalla. El și-a ținut forțele în Siria, unde acestea au fost ademenite de tânărul Elagabal. După luni de mici revolte în armata din Siria, Macrinus și-a luat trupele loiale pentru a întâlni armata lui Elagabal în apropiere de Antiohia. În ciuda vitejiei Gărzii Pretoriene, soldații săi au fost învinși. Macrinus a reușit să fugă la Calcedon, dar a pierdut puterea: a fost trădat și executat după o scurtă domnie de doar 14 luni. Opelius Diadumenianus, fiul lui Macrinus, a primit titlul de cezar în 217, când tatăl său a devenit împărat. După înfrângerea tatălui său a încercat să fugă la est, în Parția, dar a fost capturat și ucis.
Varius Avitus Bassianus, cunoscut mai târziu ca Aurelius Antonius, a fost numit la o vârstă fragedă ca preot al soarelui, Elagabal. El a fost proclamat împărat de trupele din Emesa, orașul său natal, care au fost instigate să facă acest lucru de către bunica lui Elagabal, Iulia Maesa. Ea a răspândit un zvon că Elagabal era fiul secret al lui Caracalla. Această revoltă s-a răspândit în întreaga armată siriană și, în cele din urmă, a câștigat lupta scurtă împotriva lui Macrinus. Elagabalus a fost apoi acceptat de Senat și a început călătoria lentă spre Roma.
Domnia sa la Roma a fost mult timp cunoscută pentru scandale, deși sursele istorice sunt puține. Se spune că a adus oaspeți la un banchet prin inundarea camerei cu petale de trandafir; s-a căsătorit cu iubitul său bărbat - care a fost apoi numit "soțul împărătesei"; s-a căsătorit și cu o vestală virgină. Unii spun că a fost transgender, iar un text vechi precizează că el a oferit medicului jumătate din imperiu, dacă i-ar fi putut da organe de sex feminin.
Conducerea imperiului în acest timp a fost lăsată în seama bunicii si mamei sale (Iulia Soamias). Văzând că comportamentul scandalos al nepotului său ar putea însemna pierderea puterii, Iulia Maesa l-a convins pe Elagabal să-l accepte pe vărul său Alexandru Sever ca cezar (și astfel co-împărat nominal). Cu toate acestea, Alexandru a fost popular în armată, care își privea noul împărat cu nemulțumire: când Elagabal, gelos de această popularitate, l-a deposedat pe vărul său de titlul de cezar, Garda Pretoriană înfuriată a jurat să-l apere. La 6 martie 222 Elagabal și mama lui au fost uciși într-o revoltă a pretorienilor și aruncați în râul Tibru, care l-au proclamat împărat pe Alexandru Sever. 
Începând cu vârsta de paisprezece ani sub influența mamei sale capabile, Iulia Avita Mamaea, Alexandru a restaurat, într-o oarecare măsură, moderarea care a caracterizat domnia lui Septimius Severus. Puterea în creștere a Imperiului Sasanid (226-651) a reprezentat probabil cea mai mare provocare externă cu care s-a confruntat Roma în secolul al III-lea. Acuzația că ar fi fost prea împăciuitorist în cazul unei invazii germane în Galia a dus la răsturnarea sa de către trupele pe care le conducea.

### Criza Gordiană (235-285)

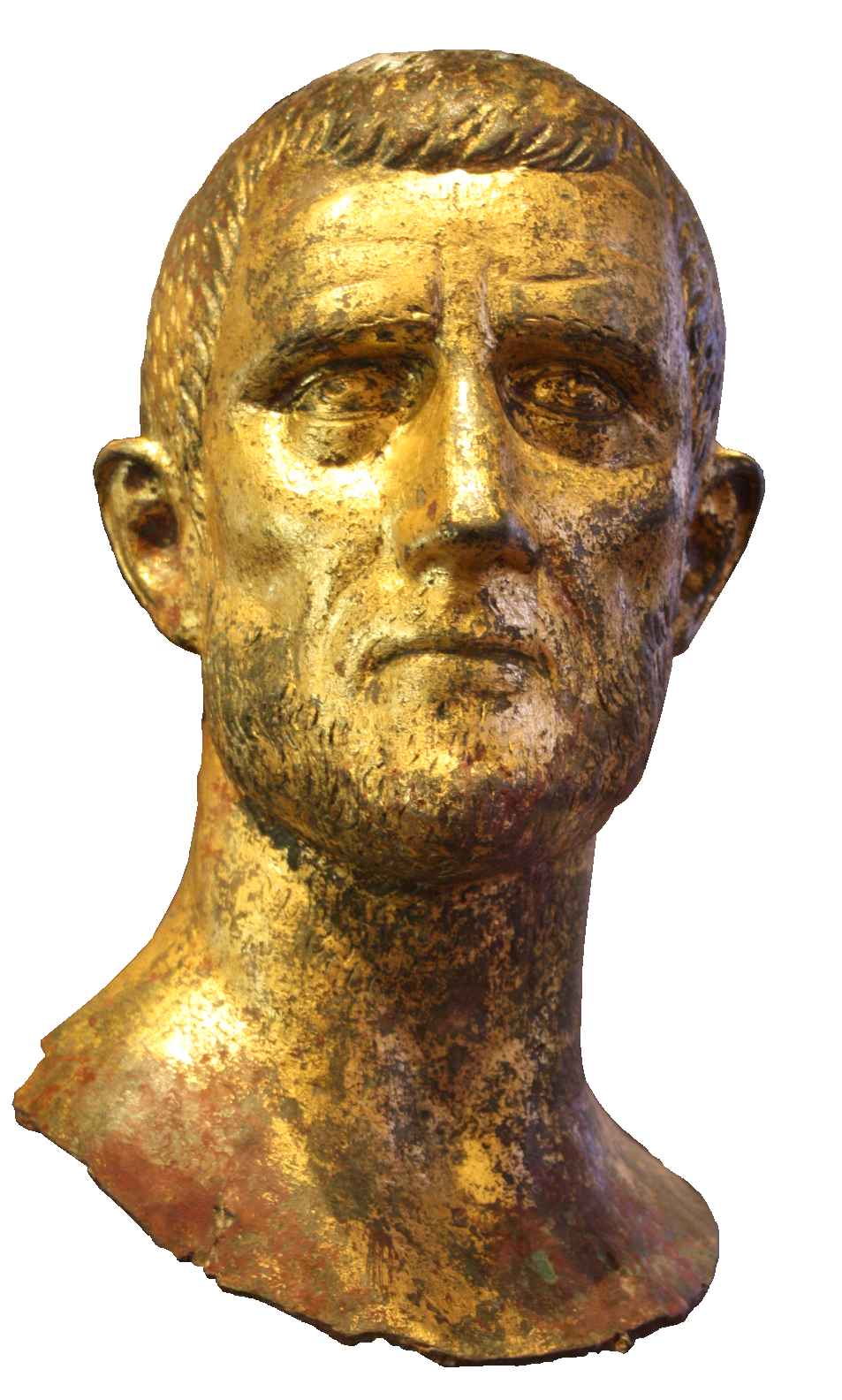
Aurelian

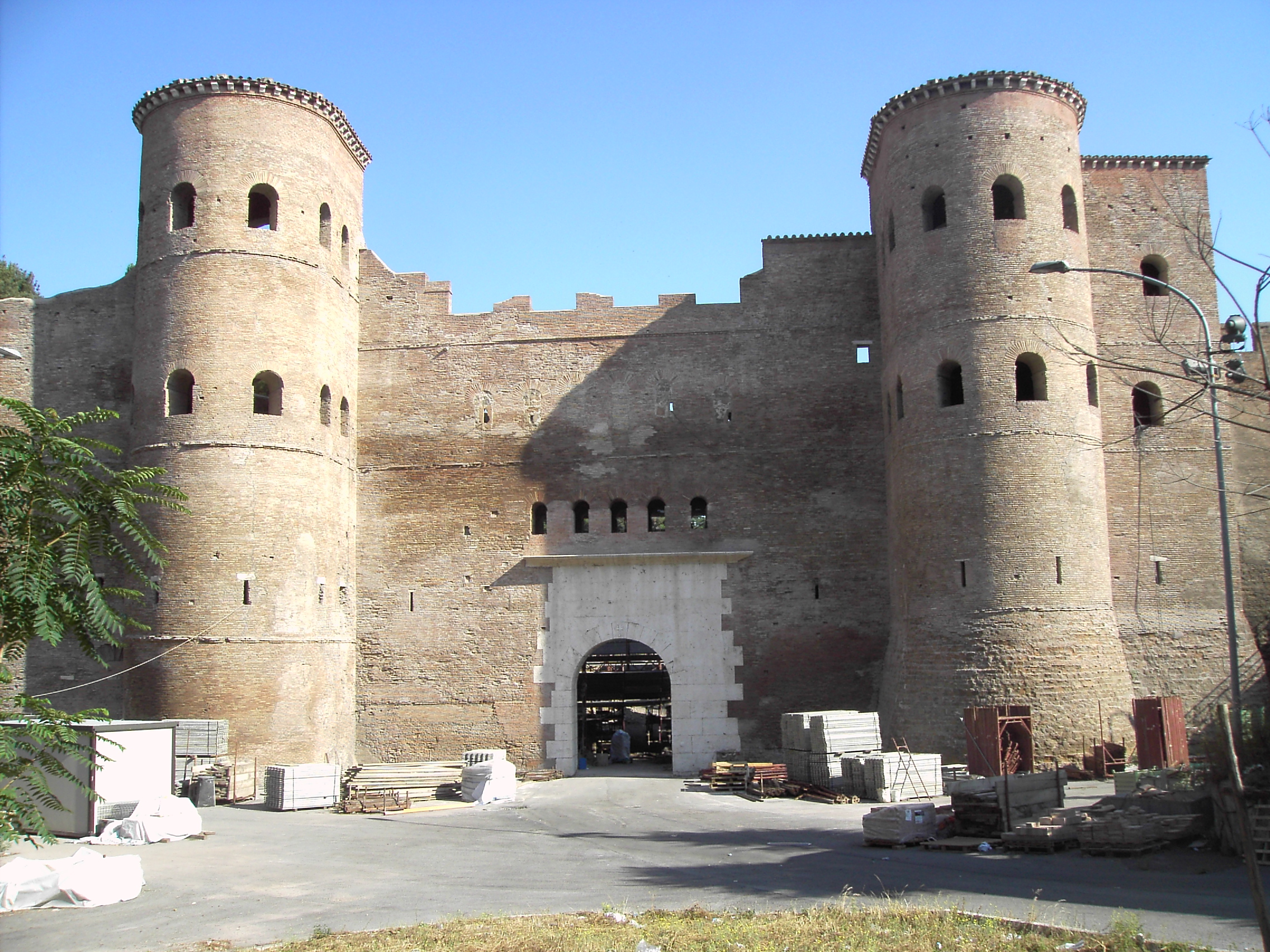
Porta Asinaria în zidurile Romei construite de Aurelian

În anii care au urmat morții împăratului Alexandru Sever, generalii armatei romane s-au luptat pentru controlul Imperiului și și-au neglijat îndatoririle în prevenirea invaziilor. Provincialii au devenit victime ale raidurilor frecvente ale unor triburi străine, cum ar fi carpii, goții, vandalii și alamanii, de-a lungul fluviilor Rin și Dunărea în vestul Imperiului, precum și atacurile sasanizilor din estul Imperiului. În plus, în 251, a izbucnit Ciuma lui Ciprian (posibil variola), cauzând mortalitate pe scară largă, care a afectat grav capacitatea imperiului de a se apăra. 
Din 258 Imperiul Roman s-a despărțit în trei state concurente. Provinciile romane din Galia, Britania și Hispania s-au desprins pentru a forma Imperiul Galic și, doi ani mai târziu, în 260, provinciile estice ale Siriei, Palestinei și Egiptului au devenit independente ca Imperiul Palmirei, lăsând teritoriile din mijloc Imperiului Roman.
O invazie a unui număr mare de goți a fost înfrântă în bătălia de la Naissus din 269. Această victorie a fost semnificativă ca punct de cotitură al crizei, când o serie de împărați puternici și energici au ajuns la putere. Victoriile împăratului Claudiu al II-lea Gothicus în următorii doi ani i-a alungat pe alamani și au recuperat Hispania de la Imperiul Galic. Când Claudiu a murit în 270 de ciumă, Aurelian, care comandase cavaleria la Naissus, i-a urmat ca împărat și a continuat restaurarea Imperiului.
Aurelian a domnit (270-275) prin cea mai gravă criză, învingând vandalii, vizigoții, palmierienii, perșii și apoi restul Imperiului Galic. Până la sfârșitul anului 274, Imperiul Roman a fost reunit într-o singură entitate, iar trupele de frontieră au fost restaurate. Mai mult de un secol a trecut înainte ca Roma să-și piardă din nou superioritatea militară asupra dușmanilor externi. Cu toate acestea, zeci de orașe în trecut înfloritoare, mai ales în Imperiul de Vest, au fost distruse, populațiile lor dispersate și, odată cu defalcarea sistemului economic, nu au putut fi reconstruite. Orașele mari, chiar și Roma, care nu avuseseră nevoie de fortificații timp de multe secole, acum s-au înconjurat cu ziduri groase.
În cele din urmă, deși Aurelian a jucat un rol semnificativ în întărirea frontierelor imperiului în fața amenințărilor externe, au rămas probleme mai fundamentale. Dreptul la succesiune nu a fost niciodată clar definit în Imperiul Roman, ducând la războaie civile continue, fracțiunile concurente în armată, Senat și alte părți și-au prezentat candidatul preferat pentru funcția de împărat. O altă problemă au fost dimensiunile enorme ale Imperiului, care îl făceau dificil de stăpânit pentru un singur conducător autocratic care să gestioneze în mod eficient multiple amenințări în același timp. Aceste probleme continue vor fi abordate radical de către Dioclețian, permițând Imperiului să continue să supraviețuiască în Occident timp de peste un secol și în est timp de peste un mileniu.

### Tetrarhia și Dinastia Constantiniană (285-364)

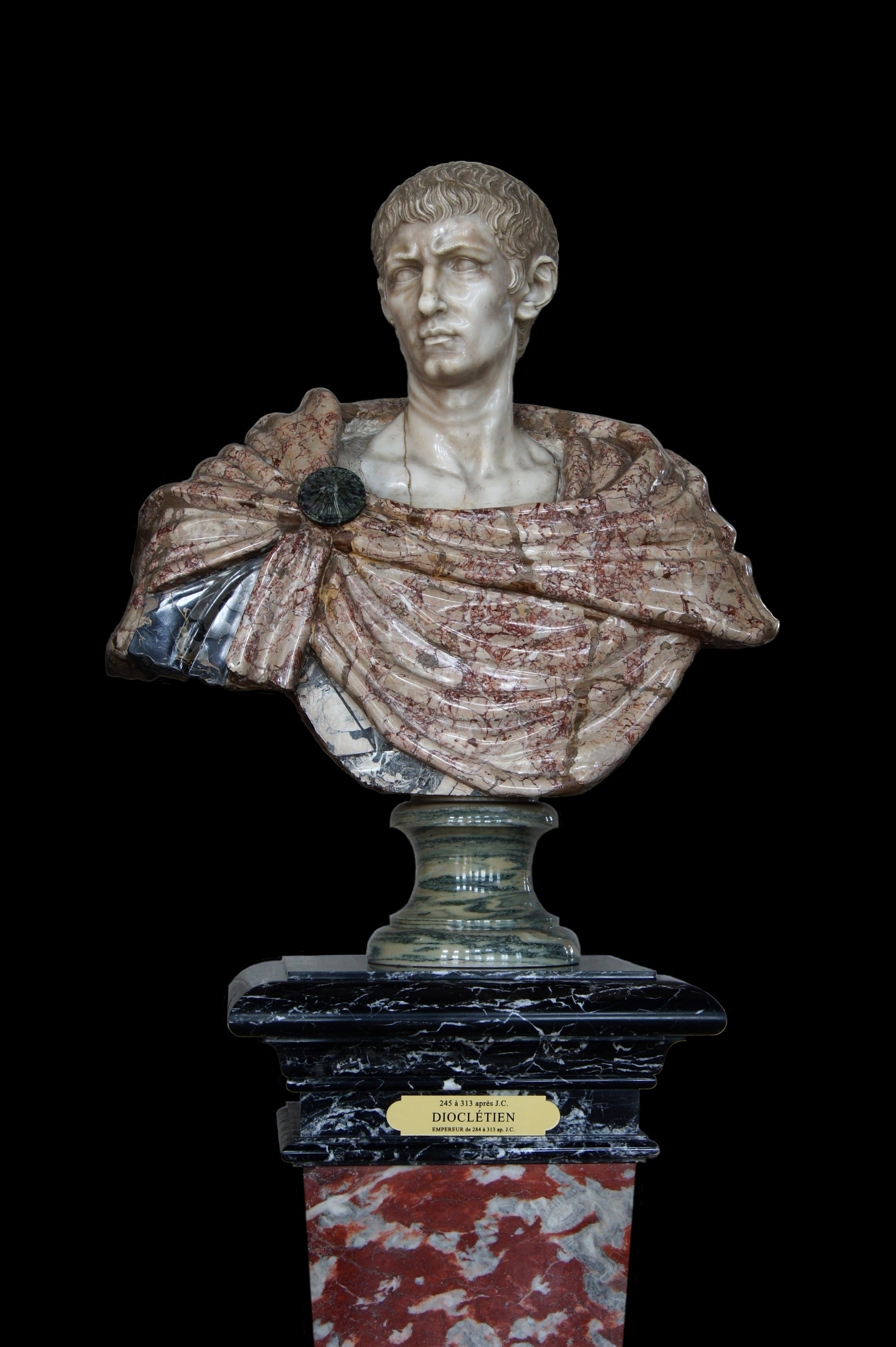
Dioclețian

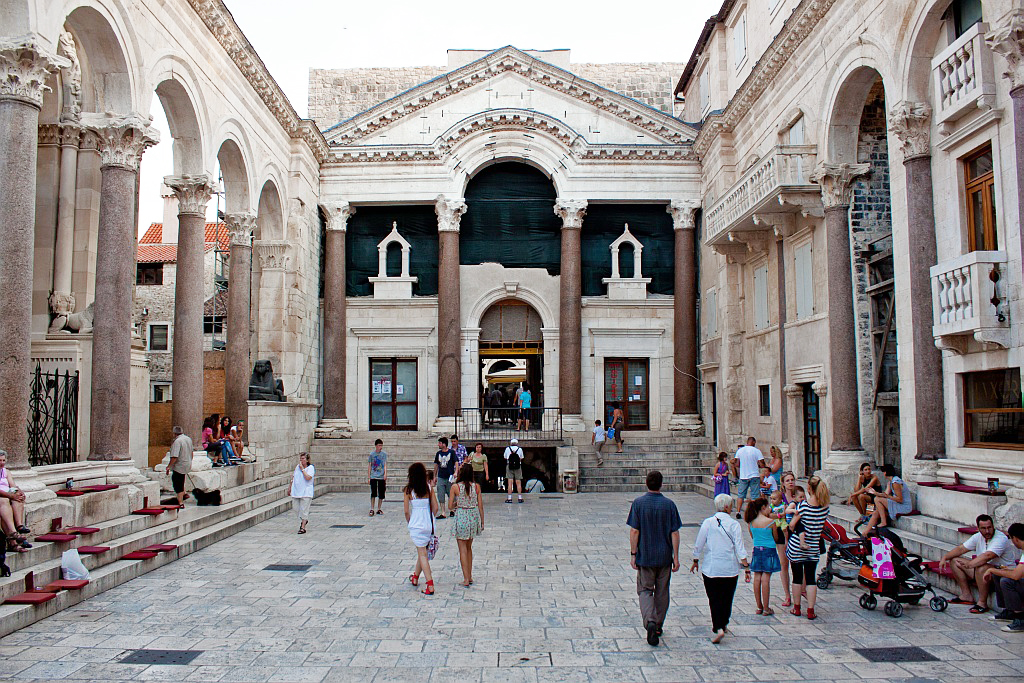
Palatul lui Diocleŧian

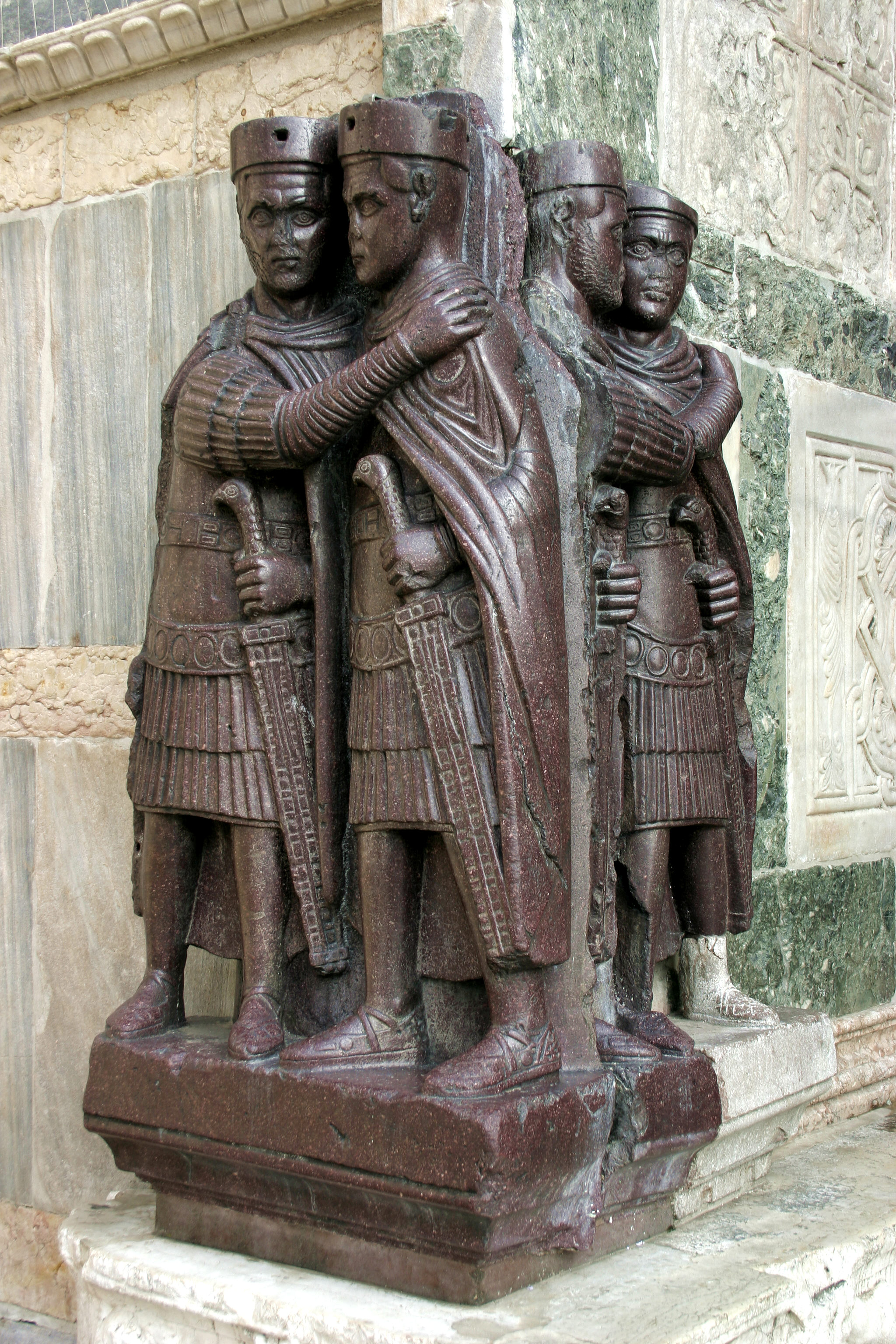
Tetrarhia

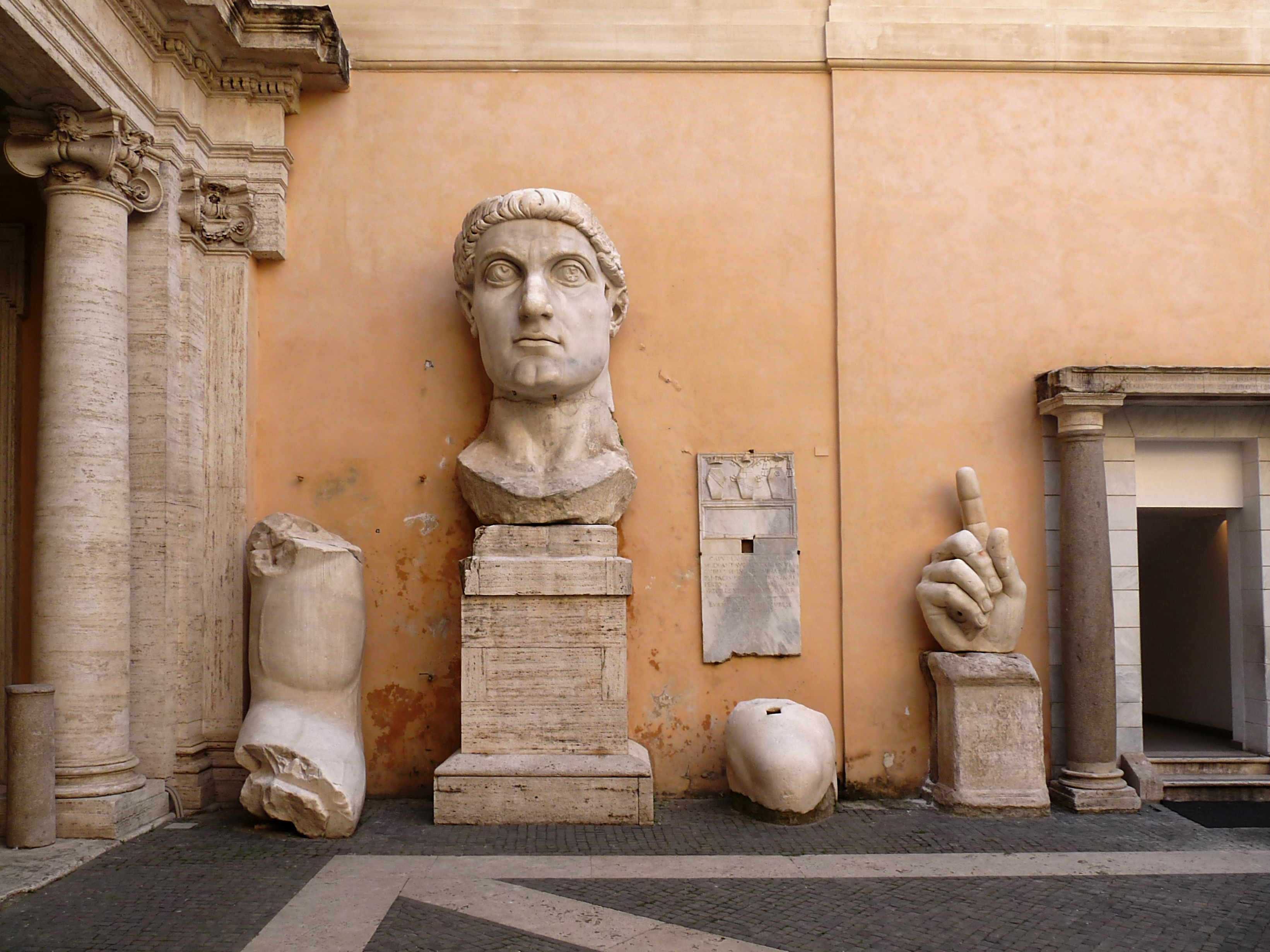
Constantin cel Mare

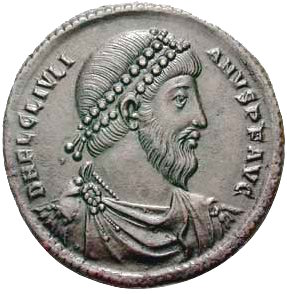
Iulian Apostatul

Trecerea de la un imperiu unit la imperiile occidental și oriental separate mai târziu a fost o transformare treptată. În iulie 285 Dioclețian l-a învins pe împăratul rival Carinus și a devenit pentru scurt timp singurul împărat al Imperiului Roman. Domnia lui Dioclețian a stabilizat imperiul și a marcat sfârșitul crizei secolului al treilea. Dioclețian a numit un co-împărat în 286 și a delegat mai târziu doi împărați juniori.
Dioclețian a asigurat granițele imperiului și a nimicit toate amenințările la adresa puterii sale. El i-a învins pe sarmați și pe carpi în cursul mai multor campanii între 285 și 299, pe alamani în 288 și pe uzurpatorii din Egipt între 297 și 298. Co-împăratul Galerius, ajutat de Dioclețian, a purtat o campanie împotriva Imperiului Sasanid, dușmanul tradițional al imperiului. În 299 el a ocupat capitala Persiei, Ctesifon. Dioclețian a condus negocierile ulterioare și a obținut o pace durabilă și favorabilă. Dioclețian a separat și lărgit serviciile civil și militar ale imperiului și a reorganizat diviziunile provinciale ale imperiului, creând guvernul cel mai mare și mai birocratic din istoria imperiului. El a înființat noi centre administrative la Nicomedia, Mediolanum, Antiohia și Trier, mai aproape de frontierele imperiului decât capitala tradițională, Roma. Bazându-se pe tendințele către absolutism din secolul al treilea, el a devenit un conducator autocrat, ridicându-se deasupra masei imperiului, cu forme impunătoare de ceremonii și arhitectură. Creșterea birocratică și militară, campaniile constante și proiectele de construcții au sporit cheltuielile statului și au necesitat o reformă fiscală cuprinzătoare. Din cel târziu 297, impozitarea imperială a fost standardizată, devenind mai echitabilă și percepută cu rate în general mai mari.
Dioclețian a văzut că vastul Imperiu Roman nu putea fi condus de un singur împărat în fața presiunilor interne și a amenințărilor militare pe două fronturi. A împărțit, prin urmare, Imperiul în jumătate de-a lungul unei axe nord-vest, la estul Italiei, și a numit doi împărați egali care să domnească cu titlul de Augustus. Dioclețian însuși a fost Augustus al jumătății de est și l-a făcut pe prietenul său de lungă durată Maximian drept Augustus al vestului. În acest fel a creat efectiv ceea ce va deveni Imperiul Roman de Vest și Imperiul Roman de Est.
La 1 martie 293 autoritatea a fost împărțită în continuare. Fiecare Augustus a luat un împărat junior, numit Cezar care să-l ajute în chestiuni administrative și să ofere o linie de succesiune. Galerius a devenit Cezar al lui Dioclețian și Constantius Clorus Cezar al lui Maximian. Aceasta a constituit ceea ce se numește Tetrarhia (în greacă: "conducerea celor patru"), deoarece fiecare împărat va domni peste un sfert al imperiului. După ce Roma a fost afectată de disputele sângeroase cu privire la autoritatea supremă, aceasta a formalizat în cele din urmă o succesiune pașnică a împăratului: fiecare Cezar putea să-l înlocuiască pe Augustus și să aleagă un nou Cezar. La 1 mai 305 Dioclețian și Maximian au abdicat în favoarea Cezarilor lor. Galerius a numit doi noi Cezari: nepotul său Maximinus pentru el însuși și Flavius Valerius Severus pentru Constantius. Aranjamentul a funcționat bine sub Dioclețian și Maximian și puțin timp după aceea. Tensiunile interne din cadrul guvernului roman au fost mai puțin acute decât înainte. În Declinul și căderea Imperiului Roman, Edward Gibbon notează că acest aranjament a funcționat bine din cauza afinității dintre cei patru conducători. Gibbon spune că acest aranjament a fost comparat cu un "cor de muzică". Odată cu retragerea lui Dioclețian și Maximian, această armonie a dispărut.
După o perioadă inițială de toleranță, Dioclețian, care era un păgân fervent și era îngrijorat de numărul tot mai mare de creștini din Imperiu, i-a persecutat cu exces de zel; aceasta a fost una dintre cele mai mari persecuții pe care creștinii au îndurat-o în istorie. Nu toate planurile lui Diocletian au avut succes: Edictul cu privire la prețurile maxime (301), încercarea sa de a reduce inflația prin intermediul controalelor prețurilor, a fost contraproductivă și a fost rapid ignorată. Deși eficace în timp ce a condus, sistemul tetrarhic al lui Dioclețian s-a prăbușit după abdicarea sa sub pretențiile dinastice concurente ale lui Maxentius și Constantin, fiii lui Maximian și, respectiv, Constantius. Persecuția dioclețiană (303-11), ultima, cea mai mare și cea mai sângeroasă persecuție oficială a creștinismului, nu a distrus comunitatea creștină a imperiului; după 324, creștinismul a devenit religia favorizată în imperiu sub primul său împărat creștin, Constantin.
În ciuda eșecurilor sale, reformele lui Dioclețian au schimbat fundamental structura guvernului imperial roman și au ajutat la stabilizarea imperiului din punct de vedere economic și militar, permițând-i să rămână în esență intact pentru încă o sută de ani, în ciuda apropierii de pragul prăbușirii. Slăbit de boală, Dioclețian a abdicat la 1 mai 305 și a devenit primul împărat roman care a renunțat de bună voie la poziția sa. El a trăit retras în palatul său de pe coasta dalmată, ingrijindu-și grădinile de legume. Palatul său a devenit în cele din urmă nucleul orașului Split de astăzi.
Tetrarhia se va prăbuși cu moartea lui Constantius Clorus pe 25 iulie 306. Trupele lui Constantius din Eboracum l-au proclamat imediat pe fiul sau, Constantin cel Mare, Augustus. În august 306 Galerius l-a promovat pe Severus în poziția de Augustus. O revoltă la Roma a susținut un alt reclamant cu același titlu: Maxentius, fiul lui Maximian, care a fost proclamat Augustus pe 28 octombrie 306. Alegerea lui a fost susținută de Garda Pretoriană. Acest lucru a lăsat Imperiul cu cinci conducători: patru Augusti (Galerius, Constantin, Severus și Maxentius) și un Cezar (Maximinus).
Anul 307 a văzut ascensiunea lui Maximian la rangul lui Augustus alături de fiul său Maxentius, creând un total de șase conducători/șase augusti ai Imperiului. Galerius și Severus au purtat o campanie împotriva lor în Italia. Severus a fost ucis la ordinul lui Maxentius pe 16 septembrie 307. Cei doi Augusti din Italia au reușit, de asemenea, să se alăture lui Constantin prin faptul că Constantin s-a căsătorit cu Fausta, fiica lui Maximian și sora lui Maxentius. La sfârșitul anului 307, Imperiul avea patru Augusti (Maximian, Galerius, Constantin și Maxentius) și un singur Cezar.
În 311 Galerius a pus capăt oficial persecuției creștinilor, iar Constantin a legalizat definitiv creștinismul în 313, după cum se arată în așa-numitul Edict de la Milano. Constantin l-a învins pe ultimul său rival, Licinius, în 324, unificând imperiul sub controlul său. El va conduce până la moartea sa pe 22 mai 337.
Imperiul a fost împărțit din nou intre cei trei fii ai săi supraviețuitori. Imperiul Roman de Vest a fost împărțit între fiul cel mare, Constantin al II-lea, și fiul cel mic, Constant. Imperiul Roman de Est împreună cu noua capitală, Constantinopol, erau cedate fiului mijlociu Constanțiu al II-lea.
Constantin al II-lea a fost ucis într-un conflict cu fratele său mezin în anul 340. Constant a fost ucis în conflict cu armata care l-a proclamat Augustus pe Magnențiu în 18 ianuarie 350. Nepotianus, un uzurpator, a fost ucis lângă mama lui Eutropia. Fiica lui Constantin cel Mare, Constantina, l-a convins pe Vetranio să se proclame Cezar în opoziție cu Magnențiu. Vetranio a servit un mandat scurt de la 1 martie până la 25 decembrie 350. El a fost apoi forțat să abdice de către legitimul Augustus Constanțiu. Uzurpatorul Magnențiu va continua să conducă Imperiul Roman de Vest până în 353, în timp ce se află în conflict cu Constanțiu. Înfrângerea și sinuciderea lui în cele din urmă l-a lăsat pe Constanțiu singurul împărat.
Constanțiu l-a numit în 355 pe Iulian ca Cezar al Imperiului Roman de Vest. În următorii cinci ani Iulian a avut o serie de victorii împotriva invaziilor germanice. Acest lucru i-a permis să asigure frontiera pe Rin. Trupele sale galice victorioase au încetat astfel acțiunile militare. Constanțiu a trimis ordine ca aceste trupe să fie transferate în est ca întăriri pentru propria sa campanie de succes împotriva lui Șapur al II-lea al Persiei. Acest ordin a făcut ca trupele galice să se revolte. Acestea l-au proclamat pe comandantul lor Iulian Augustus. Ambii Augusti și-au pregătit trupele pentru un alt război civil, dar moartea lui Constanțiu la 3 noiembrie 361 n-a lăsat ca acest război să se întâmple. Iulian a fost împărat unic timp de doi ani. El a fost crescut de sclavul gotic Mardonius, un mare admirator al filozofiei si literaturii antice grecești. Iulian a primit botezul creștin, dar a renunțat ulterior la religia creștină. Înscăunarea sa va duce la încetarea restricțiilor și a violenței împotriva păgânismului introdus de tatăl său și unchiul său, Constantin I, de verii săi Constantin al II-lea, Constant și Constanțiu al II-lea. Dimpotrivă el a introdus restricții similare asupra creștinismului, având loc și unele acțiuni violente neoficiale împotriva creștinilor. Edictul lui de toleranță din 362 a ordonat redeschiderea templelor păgâne și restituirea proprietăților înstrăinate ale templelor, devenind și mai problematic pentru Biserica creștină. Întoarcerea episcopilor ortodocși si arieni a dus la reluarea conflictelor religioase, slăbind astfel în continuare Biserica în ansamblu.
Iulian însuși nu era un păgân tradițional. Convingerile sale personale au fost influențate în mare măsură de neoplatonism; el se credea încarnarea lui Alexandru cel Mare. A scris lucrări de filozofie. Iulian a reluat în cel din urmă războiul împotriva lui Șapur al II-lea al Persiei. Dar a fost rănit mortal în luptă și a murit pe 26 iunie 363.  
Iulian a murit fără copii și fără un succesor desemnat. Ofițerii armatei l-au ales pe Iovian care a semnat un tratat de pace nefavorabil cu Persia, cedând teritorii câștigate de la persani. El a restabilit privilegiile creștinismului.

### Dinastia Valentiniană (364-395)

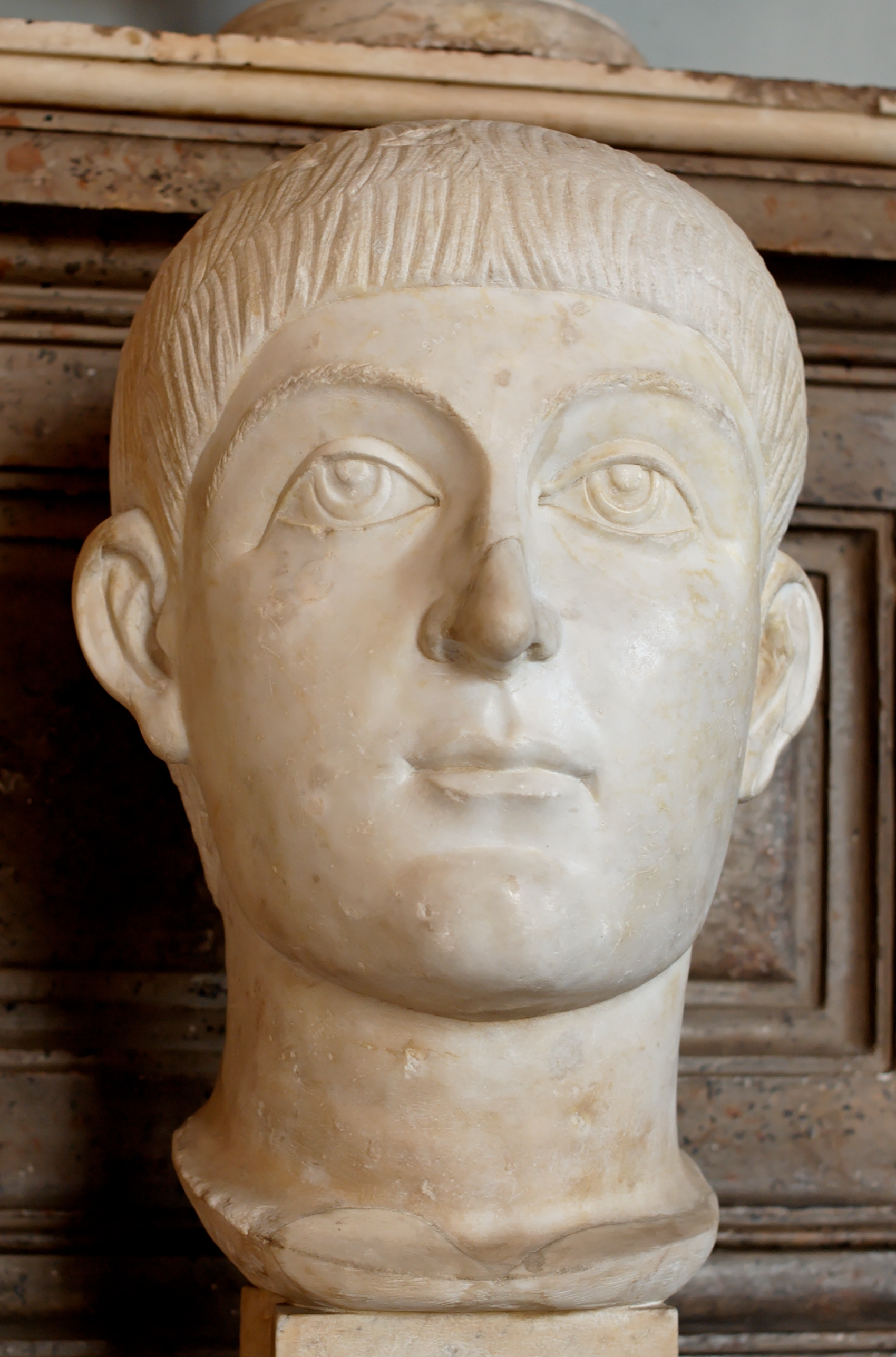
Valens

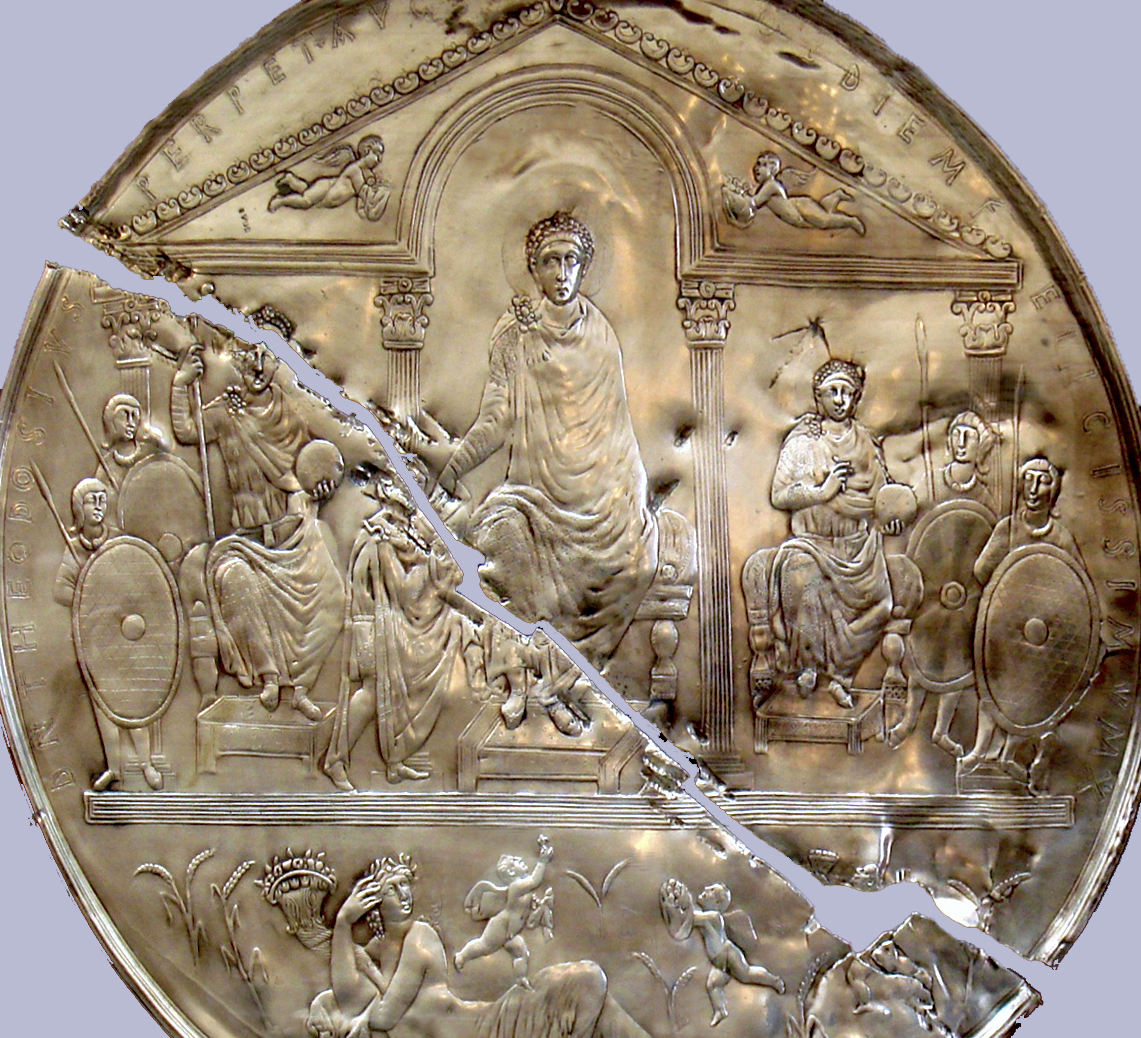
Teodosiu

Rolul alegerii unui nou Augustus a devenit din nou responsabilitatea ofițerilor armatei. La 28 februarie 364 ofițerul panonian Valentinian I a fost ales August la Niceea. Armata rămăsese fără lider de două ori în mai puțin de un an și ofițerii îi cer lui Valentinian să aleagă un co-conducător. La 28 martie Valentinian și-a ales fratele mai mic, Valens, drept co-împărat. Cei doi noi Augusti au împărțit imperiul dupa modelul stabilit de Dioclețian: Valentinian va administra Imperiul Roman de Vest, în timp ce Valens a preluat controlul asupra Imperiului Roman de Est.
Alegerea lui Valens a fost în curând contestată. Procopius, un văr maternal cilician al lui Iulian, a condus operațiunile generalilor săi împotriva alamanilor. Procopius a reușit să mituiască două legiuni atribuite Constantinopolului și să preia controlul asupra capitalei de răsărit a imperiului. El a fost proclamat Augustus pe 28 septembrie și, în curând, și-a extins controlul. Războiul dintre cei doi împărați rivali a continuat până când Procopius a fost înfrânt. Valens l-a executat în 366.
Pe 4 august 367 Grațian, la vârsta de opt ani, a fost proclamat al treilea August de Valentinian și unchiul sau Valens.
În aprilie 375 Valentinian și-a condus armata într-o campanie împotriva quazilor, un trib germanic care a invadat provincia sa natală Panonia. În timpul unei audiențe cu solia quazilor, Valentinian a suferit un atac celebral în timp ce striga furios, rezultând în moartea sa pe 17 noiembrie 375.
Succesiunea nu a avut loc așa cum a fost planificată. Grațian avea 16 ani și era dispus să-și asume calitatea de împărat, dar trupele din Panonia l-au proclamat împărat pe fratele său minor, cu numele de Valentinian al II-lea.
Grațian a acceptat alegerea lor și a administrat partea galică a Imperiului Roman de Vest. Italia, Iliria și Africa au fost oficial administrate de fratele său și de mama sa vitregă Iustina. Cu toate acestea, diviziunea era pur și simplu nominală, deoarece autoritatea efectivă încă o avea Grațian.
Între timp Imperiul Roman de Est se confruntă cu propriile sale probleme cu triburile germane. Vizigoții, un trib al germanilor de est, au fugit din teritoriile lor de odinioară în urma invaziei hunilor. Liderii lor Alavivus si Fritigern i-au condus în căutarea unui refugiu în Imperiul Roman de Est. Valens le-a permis în 376 să se stabilească ca foederati pe malul sudic al Dunării. Cu toate acestea, noii veniți s-au confruntat cu o serie de greutăți și cu probleme cu birocrații provinciali posibil corupți. Nemulțumirea i-a făcut să se revolte împotriva gazdelor lor romane.
Conflictele au continuat în următorii doi ani. Valens a purtat o campanie împotriva lor în 378. Grațian i-a asigurat unchiului său întăriri din armata occidentală romană. Cu toate acestea, această campanie s-a dovedit a fi dezastruoasă pentru romani. Cele două armate s-au ciocnit la Adrianopol. Forțele lui Valens erau depășite numeric de forțele goților. Unii dintre ofițerii săi l-a sfătuit să rămână vigilent și să aștepte sosirea lui Gratian, alții au cerut un atac imediat și, în cele din urmă, Valens, dornic să aibă toată gloria pentru sine, s-a decis pentru luptă. Pe 9 august 378 bătălia de la Adrianopol a dus la înfrângerea zdrobitoare a romanilor și la moartea împăratului Valens. Istoricul contemporan Ammianus Marcellinus a estimat că două treimi din armata romană s-au pierdut în luptă.
Lupta a avut consecințe importante. Soldați veterani și administratori valoroși se numărau printre victime. În acel moment erau puține înlocuiri disponibile, lăsând Imperiul cu problema găsirii unei conduceri adecvate. Armata romană a început, de asemenea, să se confrunte cu probleme de recrutare. În secolul următor o mare parte a armatei romane era compusă din mercenari germani.
Pentru moment, însă, există o alta preocupare. Moartea lui Valens i-a lăsat pe Grațian și Valentinian al II-lea drept unicii Augusti. Grațian era acum responsabil pentru întregul imperiu. A căutat un nou Augustus pentru Imperiul Roman de Est. Alegerea lui a fost Teodosiu I.  
Grațian a guvernat imperiul roman de apus cu indolență. Se consideră că el a devenit o marionetă, în timp ce generalul franc Merbaudes și episcopul Ambroziu de Milano au acționat împreună din spatele tronului. Grațian a pierdut favoarea facțiunilor Senatului Roman prin interzicerea păgânismului tradițional la Roma și renunțarea la titlul lui de Pontifex Maximus. Seniorul Augustus a devenit, de asemenea, nepopular printre trupele romane din cauza asociației sale strânse cu așa-numiții barbari. El a recrutat alani în serviciul său personal și a adoptat înfățișarea unui războinic scitic pentru apariții publice.
Între timp lui Grațian, Valentinian al II-lea și Teodosiu li s-a alăturat un al patrulea August. Teodosiu l-a proclamat în ianuarie 383 Augustus pe fiul său cel mai mare, Arcadius, într-o încercare evidentă de a asigura succesiunea. Băiatul avea șase ani și nu avea nici o autoritate reală. Totuși el a fost recunoscut drept co-conducător al tuturor celor trei Augusti.
Nepopularitatea sporită a lui Grațian a provocat probleme. Magnus Maximus, un general din Hispania, servind în Britania, a fost proclamat Augustus de către trupele sale în 383 și s-a revoltat împotriva lui Grațian invadând Galia. Grațian a fugit de la Lutetia (Paris) la Lugdunum (Lyon), unde a fost asasinat la 25 august 383 la vârsta de 25 de ani.
Maximus era un aderent ferm al Crezului de la Niceea și a introdus persecuții de stat pe acuzații de erezie, ceea ce a generat un conflict cu Papa Siriciu, care susținea că Augustus nu avea autoritate asupra chestiunilor bisericești. Dar el a fost un împărat cu sprijin popular, amintirea sa fiind păstrată în culegerea de texte galeze Mabinogion, compilată cu o mie de ani mai tărziu.
Dupa moartea lui Grațian Maximus a avut de a face cu Valentinian al II-lea, în vârstă de doar douăzeci de ani, ca un Augustus senior. În primii câțiva ani Alpii au servit drept graniță între teritoriile respective ale celor doi împărați rivali occidentali. Maximus controla Britania, Galia, Hispania și Africa. Si-a ales drept capitală Augusta Treverorum (Trier).
     Imperiul de Apus
     Imperiul de Răsărit

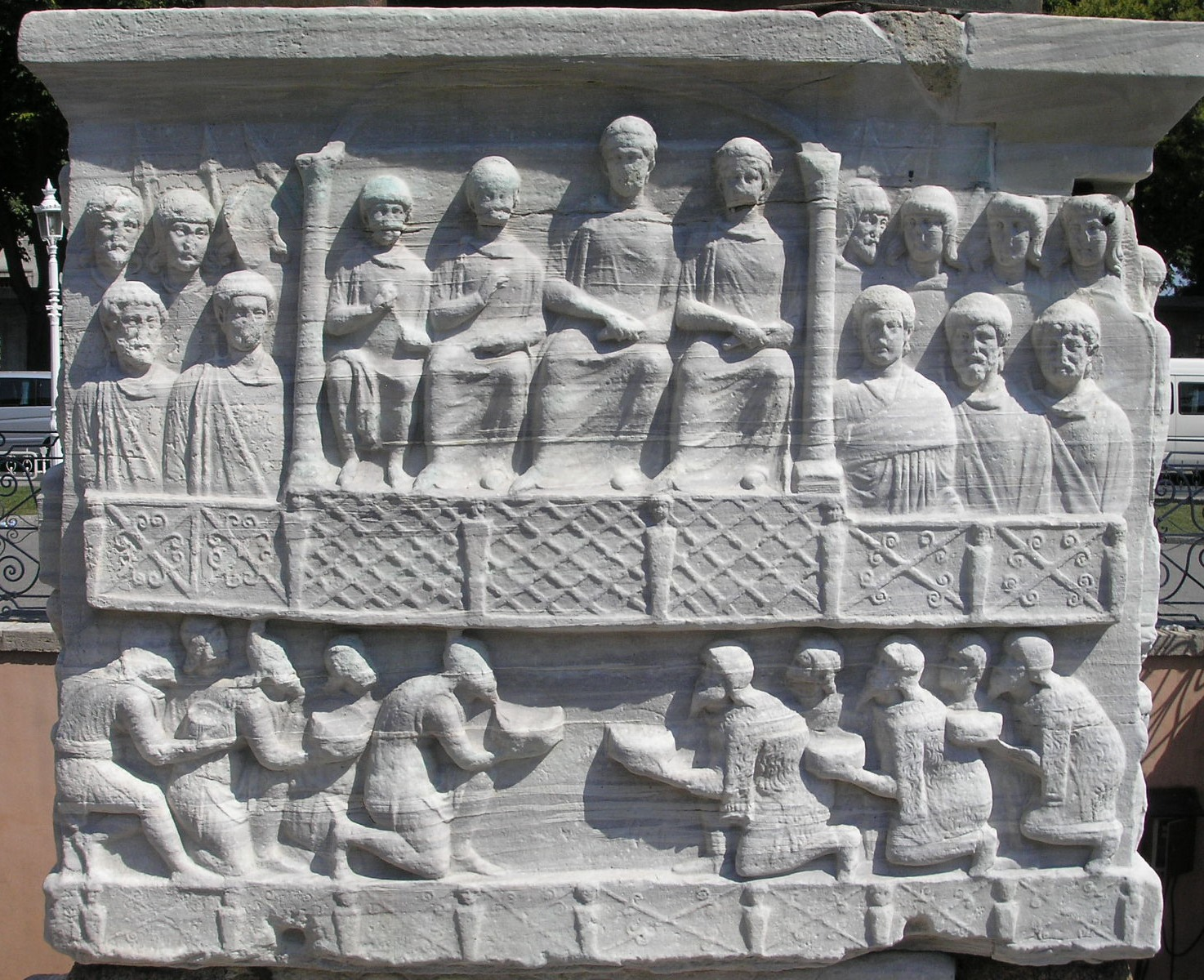
Detaliu al reliefului de pe obeliscului lui Teodosiu din Constantinopol, înfățișând împăratul înconjurat de curteni și primind daruri de la soli. Sfârșitul secolului al IV-lea.

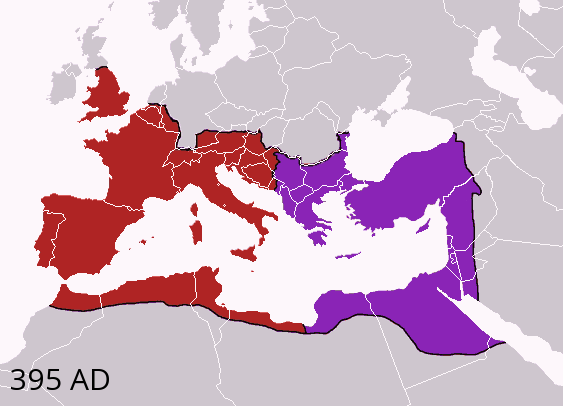
Împărțirea Imperiului după moartea lui Teodosiu I, c. 395, suprapusă pe frontierele moderne.
Imperiul de Apus
Imperiul de Răsărit

Maximus a pornit negocierile cu Valentinian al II-lea și Teodosiu, încercând să obțină recunoașterea oficială. Până în anul 384 negocierile nu au dat roade și Maximus a încercat să facă presiune, asigurându-și succesiunea pe calea pe care doar un împărat legitim ar fi putut să o facă: proclamând Augustus pe propriul său fiu minor Flavius Victor. Anul se încheia cu imperiul condus de cinci Augusti (Valentinian al II-lea, Teodosiu I, Arcadius, Magnus Maximus și Flavius Victor), relațiile dintre ei fiind încă nedeterminate.
Teodosiu a rămas văduv în 385 după moartea subită a Aeliei Flaccilla Augusta. El s-a recăsătorit cu sora lui Valentinian al II-lea, Galla, iar căsătoria a asigurat relații mai strânse între cei doi împărați legitimi.
În 386 Maximus și Victor au fost în sfârșit recunoscuți oficial de Teodosiu, dar nu de Valentinian. În 387 Maximus se pare că a decis să se dezbaiere de rivalul său italian. A trecut Alpii în valea Padului și a asediat Milano. Valentinian și mama sa au fugit la Salonic de unde au căutat sprijinul lui Teodosiu. Teodosiu a purtat o campanie în vest în 388 și a ieșit victorios împotriva lui Maximus. Însuși Maximus a fost capturat și executat la Aquileia la 28 iulie 388. Magister militum Arbogast a fost trimis la Trier cu ordinul de a-l ucide și pe Flavius Victor. Teodosiu l-a restaurat pe Valentinian la putere și s-a convertit la ortodoxismul catolic. Teodosiu a continuat să-l sprijine pe Valentinian și să-l protejeze de numeroasele uzurpări.
În 392 Valentinian al II-lea a murit în circumstanțe enigmatice la Viena. Arbogast a aranjat numirea lui Eugeniu ca împărat. Cu toate acestea, împăratul estic Teodosiu a refuzat să-l recunoască pe Eugeniu ca împărat și a invadat Occidentul, învingându-l și omorând pe Arbogast și pe Eugeniu în bătălia de la Frigidus. Astfel, el a reunit întregul Imperiu Roman sub conducerea sa.
Teodosiu a fost ultimul împărat care a condus întregul Imperiu. După moartea sa în 395 și-a împărțit imperiul celor doi fii ai săi, Arcadius si Honorius; Arcadius a devenit conducător al Imperiului Roman de Răsărit, cu capitala la Constantinopol, iar Honorius a devenit conducător al Imperiului Roman de Apus, cu capitala la Milano și apoi la Ravenna. Statul roman va avea doi împărați diferiți, domnind din două centre diferite de putere pe parcursul secolului al V-lea.

## Administrație și armată

### Armata imperială
Armata imperială romană era instituția care se ocupa de protecția imperiului.
La apogeul puterii, armata romană era compusă din 30 de legiuni, trupe auxiliare și de cavalerie străine (numidienii, catafracții).
Organizarea și disciplina erau de bază, iar trupele erau bine plătite și armata le dădea o șansă la o viață bună celor mai săraci, dacă supraviețuiau serviciului de 25 de ani.
Legionarii erau cetățeni, mai bine plătiți, înarmați și reprezentau vârful de lance al politicii militare romane. Trupele auxiliare erau mai slab înarmate si plătite, formate din non-cetățeni, dar cei care efectuau serviciul primeau cetățenie.